# 無限のリヴァイアス
『無限のリヴァイアス』（むげんのリヴァイアス Infinite∞RYVIUS）は、サンライズ制作の日本のテレビアニメ。1999年10月6日から2000年3月29日にテレビ東京系で放送された。全26話。キャッチコピーは「俺達には救いなんかいらない」。

## 概要
SF版「十五少年漂流記」あるいは「蝿の王」をコンセプトモチーフとして制作が開始された作品。閉鎖的な環境と極限状態に残された少年少女達が、如何にして生き抜いていくかが描かれた群像劇となっている。そのため、SFとしての設定と舞台が用意されているが、大筋としてはキャラクターの立ち位置と人間関係、心理状態が大きく移り変わっていくことに描写が当てられていた。
2010年3月に愛知県日進市で行われた講演会で谷口悟朗が述べたところによると、続編映画制作のオファーが来ていたが「冗長が嫌」と断ったため、かなりの圧力を受けたとのこと。
黒田洋介は、最初に「サンライズから」仕事の依頼が来た際に、「遂に俺もガンダムを書かせてもらえることになったか」「会いたい？お、ガンダムか！？」と勘違いしたとのこと。黒田はこの作品について、世紀末の作品としての空気感の中、先が途切れるような実感の伴わない不安をクローズアップし、そこからどう突き抜けて生きるかという面でアプローチした事を述べている。

## あらすじ
2137年、大規模な太陽フレアによって出現した高密度のプラズマ雲が、黄道面を境に太陽系の南半分を覆いつくし、地球も南半球が壊滅、17億もの人命が失われる被害を受ける。このフレアは「ゲドゥルト・フェノメーン」、プラズマ雲は「ゲドゥルトの海」と名付けられた。
2225年、地球の衛星軌道にあった航宙士養成所リーベ・デルタは、何者かの襲撃によって制御不能になり、ゲドゥルトの海へ突入してしまう。しかしその時、リーベ・デルタ内部に隠されていた外洋型航宙可潜艦「黒のリヴァイアス」が起動した。
教官たちは全員殉職し、リヴァイアスに避難できたのは少年少女ばかり487人。なぜか彼らは、自分たちを救助してくれるはずの軌道保安庁から攻撃を受け、戸惑い、混乱しつつもこれと戦い続ける。閉鎖された極限状態にある艦内では、艦の指揮権や物資の配給を巡って、少年少女同士が陰惨な争いを繰り広げながら、火星圏から土星圏、天王星圏へと当てのない逃避行を続けていく。

## 登場人物
本作のキャラクターは過去のアニメやゲームのキャラクター、当時話題だった有名人やサンライズスタッフをモチーフにしたものが多い。

### 主人公と主な関係者
相葉昴治（あいば こうじ）
声 - 白鳥哲
4月5日生まれの16歳。本作の主人公。地球出身。
リーベ・デルタ時代は第2操船課に所属。リヴァイアス内ではイクミ、ニックス、明弘とグループを組む。大人しく人当たりのよい性格で、容姿や身体能力は平均レベルだが、状況に対する極めて冷静な判断力を持ち、誰とでも仲良くなれる柔軟性や協調性があることから、周囲との調和を保つことが得意。ブルーにも穏当に接することができ、ブルー政権時はブリッジの潤滑油のような存在となっていた。自分のことよりも他人のことを優先するタイプだが、状況に呑まれやすく、優柔不断でやや行動力に欠けているという欠点もある。弟の祐希からは「日和見主義者」と罵られ、親友のイクミからは「揉め事には強いが、争いごとには向かない」と評されている。幼なじみの蓬仙あおいが「口先だけで実技は間抜け」「まじめな割りに成績はいまいち」と評していることから、実技の不出来を学科で補って、平均レベルの成績を保っている模様。窮地に立つと「なんなんだよ、もう」と口走る。どのような仕打ちを受けてもそれに耐えようとする忍耐強さを持っているものの、そういったストレスを溜め込んだ末に爆発してしまう傾向がある。実際に祐希の反発や暴行にも耐えているが、過去のことを蒸し返された際には普段の姿からは想像出来ないほど激情し、祐希を殴っている。また、後の独裁政権に異を唱え、イクミや祐希に暴力で黙らされそうになった際も、我慢の限界に出てニードルガンを突きつけている。酒癖も悪く、その際にもストレスを爆発させる。
幼い頃はやんちゃな性格で、祐希をリードしていた。両親が離婚してからは祐希の父親代わりにもなろうとするが、その事を気負いすぎたために祐希が成長するにつれて疎まれるようになり、相葉事件と呼ばれるようになった、3年前のケンカが元で祐希とは互いに犬猿の仲となる。
リーベ・デルタからの脱出時に、イクミと共にファイナを助け、以後、ファイナから思慕の情を寄せられる。リヴァイアス内では最初は雑用係だったが、チーム・ブルーがブリッジを占拠した際にその場に居合わせ、今後の方針を提案したことから、ファイナと共にブリッジでオペレーターを務めることになった。ブルー失脚後に艦長を務めることになったユイリィからリフト艦とブリッジのパイプ役を頼まれ、ブルー失脚時にあっさり手のひらを返したツヴァイの面々とファイナに嫌気が差していた為、逃げだと分かっていても、これを承諾。リフト艦で祐希と以前にもまして衝突し、それに耐えながら活動していたがディカスティア戦において、ツヴァイは混乱するばかりだったためにパイプ役として機能できず、イクミの指示でバルジキャノンのサーバーの様子を調査しに向かった際に逃亡中のブルーと遭遇。任務を中断して、彼をかくまうことを優先した上、その理由を明かさなかった為、リフト艦での居場所を半ば失う。数少ない理解者のイクミから失望された上、並行して起きていたこずえ事件により荒れ狂うイクミを「1人の力で全員を守るのは無理だ」と正論で説得したことで「正論を吐いてばかりの理想主義者」と想像以上に決別されてしまう。
自分の進むべき道を見失い、さらに特権階級だった自身を妬む生徒たちから集団暴行の標的とされ、艦内でも埋没した存在になっていくがカレンから受けたアドバイスやあおいを始めとする自分が守りたい存在を見つけたことで自らの信念を固めていき、ファイナとの関係にも終止符を打つ。また、匿っていたブルーからは「お前のような奴が持っているべきだ」としてニードルガンを託されることになり、窮地に陥る度に幾度となく手に取ろうとするもののその度に自制し、最後まで使おうとしなかった。
イクミのクーデター後はパイプ役とブリッジクルーを完全に解雇され、こずえに一方的に拒絶されたのを機に精神的に追い込まれていたあおいの支えになろうと彼女の仕事を手伝うようになる。能力別の部屋割りでは、Cランクに位置づけられていたが、ヘイガーの策略でEランクに移された上に、隔離されてしまう。出口を探している最中、ネーヤの導きにより脱出に成功。そこで出会ったイクミたちに隔離のことやあおいが襲われたことを伝え、独裁をやめるように訴える。だが、打開策のない発言は、こずえ以外は眼中になくなってきているイクミ、あおいのことで嫉妬の怒りを燃え上がらせる祐希、陰の支配者であるヘイガーには届かず、力で押し付けようとしてくる彼らに我慢の限界を迎えて取り出したニードルガンもイクミに奪われ、そのニードルガンで右肩を撃たれてしまう。放置された状態でファイナの追い討ちにも遭うが、ネーヤに助けられて閉鎖区画へ運ばれた後、クリフの手術を受けて一命を取り留める。
手術後、何とか意識を取り戻した後は半死半生の身ながらもイクミたちと話をするためにゲシュペンストとの戦闘の最中、あおいと共に作業艇でリフト艦へ赴く。アインヴァルトを失った直後のイクミたちに対面し、ヘイガーの策略でリヴァイアス本艦に多くの乗組員が切り捨てられた事実を伝え、リヴァイアス内の歪みにケジメを付けるために投降を訴えた。自分の過ちを認めたくないイクミからは再びニードルガンを突きつけられても彼を説得し続け、自らの命すら懸ける意志の強さを貫く姿勢は、後に明弘にも影響を与えることになった。
救助後は通院による療養生活を送りながら、恋人になったあおいとのデートを楽しんだり、祐希とも徐々に仲を改善していくと平穏な日々を過ごしていた矢先、政府からリヴァイアスへの再乗艦を依頼される。遠い未来に起こる滅亡から生き延びるための計画だったとはいえ、自分たちを苦しめた上に再びリヴァイアスに乗せようとする大人たちに激しく怒り、伝えに来た矩継を殴り飛ばすが決して他人事ではないことに気づいたこともあり、リヴァイアスへの再乗艦を決意。リヴァイアス内で再会したイクミに手を差し伸べ、リヴァイアス事件を通じて導き出した「明日のために何をすべきかを考えることを続けていく」の信念を伝えて立ち直らせた。ルクスンとユイリィからの頼みでリヴァイアス最初の進路を天王星のチタニアにしてもらう。
祐希との過去の喧嘩で右肩を負傷し、傷跡が残っている。小説版では、この傷が元で右肩が腕が背中に回らなくなりスポーツなども制限されたことが明かされた。さらに最終話では、作品終盤でのイクミとファイナによる怪我の後遺症のために右腕が肩から完全に上がらなくなったことが判明している。しかし、矩継を殴った際は無理をして、その右腕で殴りつけた。
ネーヤをリヴァイアス乗艦直後から度々目撃しており、後に、劇中確認できる中では唯一自己紹介を交わすなど、リヴァイアス乗員の中では最も多く彼女と接触している。
作品が群像劇であることから、主人公でありながら、場合によってはオープニング前のアバンでモノローグを語った後、しばらく登場しない、台詞がほとんど無いエピソードもある。監督の谷口によるストーリーの構想の一つには20話辺りで死亡させるものもあったが、脚本の黒田は誰でも持つ弱い部分を昴治に投影して視聴者が感情移入することを想定していたため、置いてけぼりにするリスクを踏まえて回避された。黒田によるその場合の思考実験では、皆殺しが始まるとのこと。制作段階で、作品の放送と同姓のアイドルのデビューが同時になることから、改姓が一考されたが、その姓名に込められたテーマ性が譲れないということで据え置かれた。
相葉祐希（あいば ゆうき）
声 - 保志総一朗
8月27日生まれの15歳。昴治と一つ違いの弟。地球出身。
リーベ・デルタ時代は第2操船課に所属。リヴァイアス内ではユイリィの案で昴治たちのグループに入れられたが本人はグループには属さず、1人で生活を行う。容姿も身体能力も頭脳も兄の昴治より遥かに優れ、操船技術にも天性の素質を持っており、リフト艦のメインメンバーになってからはエース級の活躍を見せる。喧嘩も滅法強く、並大抵の不良ぐらいは数人掛かりでも軽く一蹴してしまえる程。
しかし、能力的に優れている反面、短気でケンカっ早い上、協調性も低く、自分よりも能力の劣る人間を目障りに思っており、「結果の出ない努力は、紙屑同然」や「馬鹿は馬鹿同士で群れ合ってれば良い」などと、自分なりに必死に努力しようとする人間を全く省みようとしない傲慢な言動が目立ち、絡まれることもあるが、返り討ちにしている。イクミやカレンからは「ガキ」と小馬鹿にされているが、冷血というわけではなく、彼なりに気遣いや優しさを見せることもある。
劇中では一度も涙を流さなかった現在と違い、幼少時は泣き虫だったことや母子家庭ゆえに父性をも求めていたことから、兄の昴治を慕っていたが、3年前に昴治に生き方やあれこれ指図されること（あおい絡みの嫉妬心もあった）に反発して大喧嘩となり、昴治の右肩に怪我を負わせてしまう。以来、昴治を能力の劣る人間として見下し、強く反発するようになり、殴り飛ばすのが当たり前のようになっていった。密かにあおいに気があるものの彼女の気持ちは昴治に向いていて、自分が兄とセットでしか扱われないことも反発の一因となると共に、自分の力を昴治に見せつけてやりたいという衝動に繋がっており、リフト艦で戦うのもそのためである。しかし、昴治が企画したパーティーでは憎まれ口を叩きながらも、昴治とケンカせずに会話を交わしたり（最終的にはファイナの件で揉めてしまったが）昴治が集団リンチされた際には助けたりと、心の底から昴治の存在を忌み嫌っているわけではない、複雑な思いを抱いていることがうかがえる。
艦内の荒廃化が進む中、あおいから3年前のケンカの理由を尋ねられ、その理由を間接的にではあるが明かし、あおいを強引に自分の元へ来させようとするも、相変わらず昴治を侮蔑する態度から拒絶されてしまう。その結果、昴治への苛立ちをより募らせていき、自分が正しいことをあおいに証明したいがために、イクミの独裁体制に加担するが、イクミ同様に洞察力も低かった事からヘイガーにいいように利用されていく。ヘイガーの手で隔離された区画から脱出してきた昴治からあおいが何者かに襲われた事実や独裁体制を止めるように言われるのだが、逆上して力で強引に黙らせようとした結果、遂に我慢の限界を迎えた昴治にニードルガンを突きつけられる事になる。しかし、僅かな隙を突いてニードルガンを弾き飛ばし、昴治の言葉に逆上したイクミに銃撃されたことには動揺しながらも、結局は昴治を助けようとはせずに放置してしまう。
その後、罪悪感から逃げるかのようにゲシュペンスト戦に臨み、最後の手段として、アインヴァルトをガイストに特攻させて、相打ちに持ち込んだ。戦闘終了後、リヴァイアス唯一の防衛手段を失わせたことからチックに責められ、八つ当たりで殴り飛ばし、今度はブライアンを激怒させるが、イクミがニードルガンでブライアンの足を本気で撃った脅迫行為には、昴治への発砲を思い出したのか、動揺の表情を見せ、そこへ現れた昴治に投降するよう説得される。なおも彼を認めたくない反発心から「良い人気取り」と罵り、イクミによって昴治が射殺されそうになった際にも見殺しにしそうになるが、カレンの叱責を受けて間一髪でイクミを止めた。だが、昴治はイクミと向き合うのをやめようとはせず、昴治の覚悟を見届けることになる。
事件後、昴治のことを見直し始め、矩継が訪ねてきた日の昴治の大人たちへの怒りと再乗艦の決心を見てからは昴治曰く「ケンカはしなくなった程度」には仲は改善。あおいへの恋心に関しても彼女が昴治と結ばれたことから身を引いた。
自分より強いブルーにはよく楯突いていたが、場数を踏んだ数が違いすぎるために、結局一度も敵わなかった。最終話ではブルーへのリベンジを果たすべく、リヴァイアスに再乗艦し、決闘の結果は負けたようだが、最後は傷だらけになりながらもブルーの象徴とも言うべきバンダナを手にして大の字に横たわり、清々しいまでの笑顔を見せていた。
本作関連サイトではパットの肩車になってあげるなど、年少への面倒見の良さも描写された。ただし、本編や小説では確認できない。企画書段階では存在せず、昴治の肉親との葛藤を描くために脚本の黒田によって設定された。黒田はこの事を「一番重要な僕のオーダー」と述べている。
尾瀬イクミ（おぜ イクミ）
声 - 関智一
12月22日生まれの16歳。木星圏出身。
リーベ・デルタ時代は第2操船課に所属し、昴治とはリーベ・デルタ時代からコンビを組んでいるルームメイト。全般的に能力が高くリーダーシップもあり、明るい性格もあって、リフト艦ではリーダー格になっていく。家が貧しいような態度をとっているが、実際はかなりの資産家の子である。「尾瀬イクミ」の名前も偽名であることがドラマCD3で判明しているが、本名は不明。
過去に実の姉・カオリと禁断の関係に落ち、肉体関係にまで至った。それを知った父親によってカオリは無理やり嫁に出され、その後に自殺。その時のトラウマが原因で死者が出てしまうことに異常なまでの恐怖を感じるようになった。
こずえと恋仲になっていくが、カオリのトラウマから本気になることができず、中途半端に接してしまう。それが災いして、こずえの増長を招いてしまい、こずえ事件の要因の一つとなった。こずえ事件がきっかけで姉が自殺したトラウマが再発し、こずえを集団暴行した者たちを（女性以外は）叩きのめし、こずえを見捨ててしまったレイコもいびり倒して追放。こずえ事件と平行していたディカスティア戦では昴治の失態に失望し、こずえ事件が起きた後も正論を持ち出してくる昴治を突き放す。一方でディカスティア戦での祐希の活躍を受け、それまでは反発し合っていた祐希と友情を深めていった。
こずえと共に士官部屋で過ごし始め、髪を下ろしたこずえの姿にカオリを重ね、カオリを演じるこずえに依存するようになる。こずえ事件を繰り返さないために、問題行動をとる者たちを制裁するようになるが、昴治の言葉通り、既に1人の力で解決できるレベルではなくなっている上、「暴力問題を止めるために暴力活動を行う」という自分自身の矛盾に気付かずにもいた。ツヴァイに取り締まり強化を頼んでも聞き入れてもらえず、苛立ちを募らせていき、こずえとの会話でブルー政権が一番安定していたことを思い出し、「歯止め」の為、ブルー同様に革命を決行。アインヴァルトを独断で起動し、艦内に向けて「全ての暴力行為の禁止」を命じる。自身を支持するヘイガーの唆しもあって、リヴァイアス内で傷害事件の起こった156区画を攻撃したことで本気であることを証明。これにより、ツヴァイもイクミ政権に賛同することになった。
独裁者となって以降は高圧的・冷淡な態度を取るようになり、こずえの前だけでは幻影の姉に縋る姿を以前よりも見せるようにもなる。秩序に関しては一応は問題児の取締りを行ってはおり、力を無暗に使わないようにすることを自他ともに言い聞かせているが、取り締まりは集団リンチといった過激なやり方な上、暴力の発生率を0%にしろと現実的に不可能な命令をヘイガーに下すこともあったが自身の矛盾やヘイガーやファイナにいいように利用されていることには全く気づいていなかった。
艦内の人間たちの管理をヘイガー1人に委ねたことでEランクに送られたメンバーは隔離されるという事態に発展。脱出した昴治から隔離のことやあおいが襲われたことを知らされながらも、ヘイガーの野心に気付かない上、こずえ以外は眼中になくなってきていることを無自覚で発言してしまう。さらに、昴治から「こんなことで和泉が喜ぶわけがない」と言われたことに逆上し、奪ったニードルガンで昴治を負傷させて放置した。この一件が元でこずえへの依存が増し、自身を落ち着かせることもあって彼女を連れてリフト艦に赴き、ゲシュペンストとの戦闘に臨む。戦闘中、他の乗組員もリフト艦に避難させるがヘイガーの独断でEランクのメンバーは見捨てられてしまった上に、他のランクのメンバーもガーディアンズに反抗する事態が発生。挙句に祐希の無茶な運用によってガイストとの戦闘の末にアインヴァルトを失ってしまう。
ガイストとの戦闘後、それにより生じたリフト艦のクルーたちの争いを止めるべく、今度はニードルガンを手にし、文句を言ってきたブライアンの足を撃ち抜いたことで脅しでないことを示す。そのニードルガンの最初の餌食となった昴治がコクピットに姿を現し、彼の口から本艦に多くの乗組員が残されたことが発覚したことでヘイガーの暗躍をようやく知ることになる。それでも自分の非を認めようとはせず、覚悟を決めて投降を訴える昴治を疎ましく思い、今度こそ殺そうとするが、軌道保安庁がリヴァイアス乗員の救助に転じた上、こずえからも説得されたことで独裁体制に終止符が打たれた。全てのものに押し潰されて、泣き崩れ、許しを請うかのように姉を喪ったことを口にするが本気で相手にされていなかったことと罪悪感が入り混じったこずえからは拒絶され、昴治に介抱される。
救助後は悔恨の日々を過ごしながらも昴治にカオリの好きだった薔薇の花束を謝罪代わりに送ったり、こずえと話をするために彼女に会いに行くと本人なりにケジメの姿勢を見せるがこずえに会うことは叶わず、こずえとの再会に望みを懸けて、リヴァイアスに再乗艦。再会した昴治に「こずえのことを本気で好きになれなかったのは愛する姉を喪ったときと同じ思いをしてしまう怖さがあった」ことを懺悔し、成長した昴治の優しさと信念に触れて立ち直り始め、昴治と和解。昴治と共に見かけたケンカを仲裁した後、昴治から「さっきの連中、お前のことを今でも恨んでいるんじゃないか？」と独裁政権を冗談という形で蒸し返されたことで己の罪を改めて自覚。「悪かったよ…」と返答しながら部屋に戻った際、こずえと再会することが出来た。
蓬仙あおい（ほうせん あおい）
声 - 桑島法子
3月29日生まれの16歳。地球出身。
リーベ・デルタ時代はフライトアテンダント課に所属。昴治と祐希の幼なじみであり、世話好きな性格と相葉兄弟の母の頼みもあって、何かと2人に節介を焼く。祐希にとって頭が上がらない数少ない人物。実は相葉兄弟の不仲の一因でもあるが、あおいや昴治にはその自覚がない。こずえやレイコとは親友の間柄で3人時はリーダー的存在。将来の夢は専業主婦。
比較的責任感の強い性格であり、戦闘時やテロリスト報道の際に不安がるこずえやレイコを懸命に励ましたり、小説版ではリーベ・デルタからの避難時にふたりが荷造りに手間取っている所へ、昴治とイクミ2人分の荷物を持って現われるなどの活躍をした。反面、自身のことについては疎かになりがちであり、特に恋愛面に関しては幼い頃からの付き合いの相葉兄弟の存在が大きく「昴治が好き」という自身の恋心には中々気づかなかった。また、思いついた言葉をつい口にしてしまったり、その一方で心の奥底の本音をなかなか他人に伝えられず笑顔で誤魔化してしまうなど、コミュニケーションは苦手な方らしい。こずえとレイコがイクミのポイントフリーの恩恵を受ける中、それを良しとせず、昴治のポイントフリーを受けることもせず、真面目に働いていた。
食堂の同僚たちによって心身共に傷を負わされたこずえを元気付けようとするが、相葉兄弟への無自覚な恋心を詰られて拒絶される。さらには、こずえを見捨ててしまったレイコまでも罪悪感とイクミへの恐怖心で去ってしまったことでグループは崩壊してしまい、その後は昴治たちの班に入れてもらった。元々孤独に対する耐性がなく、強い精神的苦痛を受ける中、その後は泣きじゃくる場面ばかりが目立つようになり、更にはファイナの刺客に襲われ現実を受け入れられなくなり、精神的に逃避しようとするが、昴治の「これは現実なんだ」という説得と共に悲しみを共有したことで親密な仲となり、一応は落ち着いた。
ランク制が決まった際には、本来はCランクだったが、ヘイガーの策略でEランクに落とされてしまう。昴治がニードルガンで死にかけたことで、彼への恋心を自覚。ゲシュペンスト戦の最中、イクミを説得すべく昴治と共にリフト艦に赴く。昴治の判断でリフト艦の一室に閉じ込められるが、ネーヤのおかげで部屋から脱出し、イクミと向き合っている最中の昴治と合流したが、救助が来たことから、こずえと話をすることは出来なかった。
事件後は正式に昴治とは恋人同士になり、祐希にもはっきりと伝えると、こずえから指摘された相葉兄弟との三角関係にケジメを付け、後ろ髪を伸ばすようにもなる。成長した昴治に感化されたこととこずえやレイコに会いたい一心から昴治と共にリヴァイアスに再乗艦。昴治がイクミと話をしている間、こずえと再会し、和解を果たした。
ドラマCD3において、事件後に昴治の勧めで後ろ髪を伸ばすようになったことや、理由はどうであれ、昴治を殺そうとした上、昴治の右腕に後遺症を残したイクミに対しては未だに蟠りを残していることが描かれた。
漫画版はあおいの視点で物語が展開している。
和泉こずえ（いずみ こずえ）
声 - 丹下桜
1月17日生まれの16歳。月の出身。
リーベ・デルタ時代はフライトアテンダント課所属で、あおいやレイコと親友になる。アメリカ人の祖父を持つクォーター。子供っぽい容姿に対して豊乳。明るい性格で人懐っこいが、我侭で世間知らずな甘えん坊。その為、両親からは一人でリーベ・デルタへ向かうことを猛反対されていた。リヴァイアス内では炊事係を担当。
イクミのことはリーベ・デルタ時代から気になっており、彼に猛アプローチを掛けた末、付き合えるようになる。リヴァイアスでの生活の中でようやくキスにまで至ったが、そのときの隠し撮り画像を見たときに、イクミが自分に本気でないことに気づいてしまう。イクミとの関係が偽物であるのを認めたくない一心で「イクミのポイントフリーの恩恵を受ける」という行為を加速させていって、仕事が疎かになり、その事から食堂の同僚女子3人に疎まれて、いざこざを起こすようになった。昴治やレイコから何度か注意されながらも、自らの行いを改めようとはせず、いざこざは酷くなっていき、遂にはディカスティア戦の最中、我慢の限界を迎えた3人組に連行され、数名の男子たちも加わっての集団暴行を受けて、心身共に傷を負う。
暴行事件のおかげでイクミからは以前よりも優しくされ、2人で共に士官部屋で過ごすようになるも友人たちは切り捨てていき、あおいに対しては彼女が相葉兄弟を無意識に求めていることを指摘・罵声を浴びせて絶縁状を叩きつける。その直後に自分の子供っぽい髪型を下ろすが、その姿がイクミのトラウマにして本命のカオリを思わせたことから、イクミの心をより手にしていった。それからはイクミの前だけではカオリのようにおとなしく振る舞い、自身の暴行事件も自業自得だと反省したふりをするが、その時の会話がイクミの独裁政権の引き金を引いてしまうことになる。
ゲシュペンスト戦でイクミに連れられて、リフト艦に避難した際、独裁者イクミの凶暴な姿に直面するも恋人ごっこのために止めようとはせず、イクミを命懸けで説得する昴治が殺されそうになっていても見殺しにしようとした。救助が来た後はイクミに別れと感謝の言葉を告げて、彼を制止するもイクミが本当に愛しているのはイクミの亡き姉・カオリだけだったことが公になったことで自身の恋愛が最初から空回りだったことを痛感する。
救助後は家族以外の人間を避けていたが、ケジメを付ける決意をしたのか、リヴァイアスに再乗艦。あおいと和解し、イクミも出迎えた。
最終回のこずえはキャストクレジットに表記はされているも台詞は一言もなく、表情も描かれなかった（漫画版ではあおいとの再会時に笑顔を見せている）。
ドラマCD版では担当声優の丹下の主演ネタか「魔法少女（『カードキャプターさくら』）のモノマネをやる」と主張、レイコに「それは反則」と突っ込まれている。
ファイナ・S・篠崎（ファイナ・エス・しのざき）
声 - 愛河里花子
9月1日生まれの16歳。天王星圏チタニアの出身で、チタニア首相ロレンスの孫娘。
リーベ・デルタ時代はフライトアテンダント課に所属。聖母アルネの教えに従い、独自の倫理観で行動する少女。チーム・ブルーがブリッジを制圧した際にたまたま昴治と居合わせたことから、なりゆきでブリッジ要員となり、最後までオペレーターを務めた。神秘的な美少女であるが、その内面には狂気に等しい感情が見え隠れしており、一般常識を無視、または逸脱した行動に平然と出ることもある。フェレットのラーフラを飼っているが、見た目と裏腹に獰猛で、まるでファイナの心境を移すかのごとく行動する。
リーベ・デルタで元恋人に自分がアルネの教えに背いたことを暴露されそうになり、彼を殺害。その後リヴァイアス内でも「過去を断ち切る」という名目でルームメイトを扼殺している。リーベ・デルタ脱出時の命の恩人である昴治とは一時恋仲になったが、のちに思想の違いとあおいの存在によって破局に至る。艦内の人心が荒廃する中、アルネの教えを利用して信者（手駒）を増やしていくが、進むべき道を見出した昴治から決別された。なお、小説版ではスカートと靴下だけの状態となって、昴治に迫るというアダルトなシーンが描かれた。
イクミを「聖母アルネを護る軍神」と信望して信念を貫き、一方で信者の1人を使ってあおいという昴治の「過去」であろう存在を絶とうする。そしてイクミに撃たれた昴治を亡き者にしようとした時、遂にその狂気を現し始めるも、突如現れたネーヤに「過去は変えられない」と鋭く指摘され、動揺してその場を去る。ゲシュペンスト戦時には、用済みとなった信者達すらも自らの「過去」（見殺し）にして、自分だけでリフト艦へ向かう。
ゲシュペンスト戦後、自分達の前に現れた昴治を亡き者にしようと、イクミに昴治を撃つよう言い放つが、昴治やネーヤの言葉から、彼が自分の行ってきた全てに気づいていたことを悟り、動揺。自身が聖母アルネの教えに背いた「過去」から逃れられないことに呆然として座り込んでしまう。
最終回では登場せず、昴治の発言から故郷のチタニアに戻っているようだが、どういう境遇にあるかは不明。昴治は彼女と話をするために、改修後のリヴァイアスの最初の進路をチタニアにしてくれるようにルクスンとユイリィに頼んだ。
脚本の黒田によってチョイスされたキャラクターであり、常識的な会話が通用しない相容れなさや理解しがたさや、可愛くて美人でも無理と悟る男の感覚を表現するため作られた旨が述べられている。

### 操船科二期生（ツヴァイ）
リーベ・デルタの中でも上位クラスの操船免許が取得できるクラスで、カリキュラムも複雑である。その為、制服も貸与されるなど、エリート的な待遇を受けていた。リヴァイアスに乗り込んだのは12人。他にもダイブ連休でリーベ・デルタを離れていたジェスリーやメリッサというメンバーもいる。
リヴァイアス起動後は、実際に船を動かすことから乗員たちの生活マニュアルの作成に至るまで、常に中心として働いていたが、大半の生徒たちには、その苦労が理解されず、不満の矢面に立たされることもあった。チームブルーに政権を奪われながらも奪還するが、その頃には一般生徒の不満を既に抑えきれなくなっており、新たに設立した監視役も機能しない有様だった。その為、イクミ政権に賛同。ゲシュペンスト戦でリフト艦に避難した際はサブオペレーターを務めた。
艦内の士官部屋は当初はツヴァイが使う予定だったが、チーム・ブルーが先に住んだことにより、一般生徒と同じく、貨物部屋を使うことになった。
最終回では、グランを除いた当時のメンバーがリヴァイアスに再乗艦を果たす。しかし、以前リヴァイアスに乗艦せず事件に巻き込まれずに済んだジェスリーやメリッサは、事件の全容を知って拒否している。
ユイリィ・バハナ
声 - 氷上恭子
8月31日生まれの16歳。孤児院出身。
奨学金を得るため、首席でツヴァイの一員に上り詰めた才女。自分よりも他人のことを優先する性格で、その部分では昴治とよく似ており、祐希は昴治との類似性を指摘し、嫌悪を露わにしている。考えごとをする時、指で前髪を絡める癖がある。容姿端麗だが服装センスは悪い。母性本能が強く、孤児院にいた頃は年下の子供たちの面倒を見ていたこともあり、パットの母親代わりになる。小説版では孤児院にいた頃に自分の心音を夜泣きする子供たちに聞かせて落ち着かせており、パットにもそれを行っていることが描かれた。その行いの際には必ず乳房を吸われており、カラボナからは「ユイリィの胸はその行為のおかげで大きくなったのでは？」と言われた。
事件発生当初よりツヴァイの中心的存在となり、ブルーからも目をかけられる。ブルー失脚後は周囲の声に押される形で3代目のリヴァイアス艦長に就任。お飾りとして選ばれたにすぎない上、本人も乗り気ではなく、ディカスティア戦では的確な指揮が下せず、ついには艦内に犠牲者を出してしまったことで、一般乗組員から非難され、責任の重圧に耐えきれず、自ら艦長を降りる。しかし、決して逃げ出そうとまではせず、以後もブリッジに残留したが、イクミとヘイガーの強権体制に反発した末、「逃避」ではなく「決別」という形で遂にブリッジを去ることを決意。ランク分けでは本来ならAランクだったが、ヘイガーの策略でEランクに落とされてしまう。そのEランク内ではサブリーダー的存在となる。
様々な形で環境の違うブルーとは、当初は反目しながらも無意識に惹かれあっていき、彼がヘイガー達に追い落とされて逃走した時に、ようやく自分の彼への気持ちに気づき、最終回間近でその素直な想いを告げることができた。また、似た者同士である昴治には一貫して信頼を寄せており、ツヴァイの他の面々に先んじて彼と接触している。終盤、閉鎖区画から脱出した後は昴治のリフト艦行きをサポートし、ルクスンやゲシュペンストクルーと共にリフト艦に乗り込んで、救助が来たことを告げた。
リヴァイアス再就航時には副艦長に就任。最終回ではリヴァイアスの進路決定権を昴治に委ねた。
ルクスン・北条（ルクスン・ほうじょう）
声 - 島田敏
3月3日生まれの17歳。名門家系北条家の三男。ツヴァイの実習班長。
父、兄たち（いずれもルクスンが大事にしている家族集合写真にのみ登場）は有能な軍人であり、自分もそうなりたいと願い、必死に努力してツヴァイになった。真面目な性格ではあるが、名門育ちのプライドから態度がデカい上、実力は伴っておらず、自覚のないトラブルメーカー。ツヴァイの仲間たちから煙たがられている中、ユイリィだけはそうでないことから彼女に好意を寄せている。
リヴァイアス起動後は最初のリヴァイアス艦長を務める。リーベ・デルタを圧潰させた工作員2名をリベールに置き去りにすることを決断するが、その行為はチーム・ブルーに付け入る隙を与えてしまい、工作員たちの顛末を知らされていなかったユイリィたちツヴァイの仲間とツヴァイが工作員達を救助しなかった点を（自分たちが行った拷問を棚に上げて）ことさらに強調するチーム・ブルーとの両方から責められ、艦長の座をブルーに奪われる。その後も、ブリッジクルーとしては活動していたが、火星圏の戦闘時に取り乱したことからブリッジを追い出されてしまう。以降は掃除を中心とした雑用を行うことになり、裏切りにより廃人化したグランに自ら進んで食事も運んでいたが、ブリッジクルーでなくなったことから、暴力行為の対象になることも多かった。ブルー失脚後はブリッジに戻ろうとするも、既にツヴァイの仲間たちからは邪魔者としか見なされなくなっていた事で、問答無用で摘み出される。
パットのことは当初は煙たがっていたが、行動を共にしていくうちに情を抱くようになり、彼が暴行されかけたときは自分が身代わりになって、殴られている内に逃がしたり、食堂での食事の際も自分よりパットを優先するという友情を見せるようになる。また、イクミがクーデターを起こした際は、ますます自分達の状況が悪化してしまう可能性も考えて、パットを安全な所に隠して自分達でもやっていけるよう食料を盗んで確保しておこうとする等、これまでにない機転を利かせた行動にも出ている。
ランク分けの際は最低ランクのEランクであったが、以前より仲間のツヴァイにすら散々な扱いを受けていた事から、本人は全く気にしておらず、逆にヘイガーによって隔離されて塞ぎ込んでいたEランクメンバーの良きリーダーになっていき、密かに確保（盗み出して）していた食料が、パットの発案でEランクメンバーに振る舞われた。昴治を救うための手術の際にはチャーリーと共に手術室のガードを行う。ゲシュペンスト戦において、大半の乗組員が本艦に取り残された際にはユイリィたちと共に無人のブリッジに赴き、ソリッドを組めないながらも、そこでも良きリーダーぶりを発揮。ブルーがたった一人で潜入部隊に立ち向かっていった際には、彼の身を案じ自らも率先してチャーリーたちと共に潜入部隊の迎撃に向かい、その力強い行動力はランやパットを感心させるまでに至った。リヴァイアスの濡れ衣が晴れた直後、ユイリィやゲシュペンストクルーと共にリフト艦に赴き、救助が来たことを告げる。
一連の事件がおさまり、家に戻った後はリヴァイアスでの体験を綴った本「ルクスン北条のリヴァイアス航海日誌」を執筆しており、テレビなどにも出演していた。再度乗艦したリヴァイアスでは、自主的に雑用係を務めていたが、ようやく周囲から一定の信任が得られ、リヴァイアス艦長の座へと返り咲くに至っている。自身に理不尽な仕打ちを科したヘイガーを責めることなく和解しており、就任挨拶では自らの無能さをネタにするという成長ぶりを見せた。また、天涯孤独となったパットの身を案じ、彼が北条家の援助を受けられるよう計らっている。
モデルは本作の設定制作の下村敬治。
シュタイン・ヘイガー
声 - 千葉一伸
10月12日生まれの17歳。
冷静沈着でドラスティックな理論家。ナンバー1よりもナンバー2を選び、自分でも認める参謀タイプで、常に感情を排他し、徹底的な合理性を求めて行動し、つまらない仕事であっても手を抜くことはない。しかし、艦内の統率を優先し、使い道の無くなった者、能力や品性の無い者、または自分の理想の邪魔となるものは、例え女子供でも容赦無く切り捨てる冷徹さを持っており、実態はツヴァイのメンバー内でもかなりの危険思想を持った人物。反面、自身の理論や理解を超えた存在には脆く、ヴァイアやゲシュペンストの能力を目の当たりにした時は、ひどく動揺した。完全なホモセクシャルでもあり、力ずくで秩序を保とうというイクミの行動に興奮してブリッジ内で自慰をしていた。
チーム・ブルーを嫌悪しており、偶然傍受したリフト艦内の会話を独断で艦内に流し、ブルーを失脚させた。ユイリィを半ば見限った後は、イクミの独裁体制に全面協力する見返りに事務処理全般を彼から一任され、ツヴァイ内でも特別な地位を確立。リヴァイアス内における「陰の支配者」とも呼べる存在となり、リヴァイアスの下位クルー達には、弾圧に等しい圧政を敷いていくことになる。ついには祐希やイクミさえ手玉に取るなどの狡猾さを発揮していく。自分とイクミの支配体制にとって邪魔な存在となる昴治やあおい、ユイリィ、ルクスンや子供のパット、さらにはパットを庇ったランまで、独断で最低ランクに落とし、閉鎖区画に隔離。ゲシュペンスト戦時には、自分たち上級メンバー以外のクルーをリヴァイアスに置き去りにする独善的な見殺し行動にまで出た。だが、Eランクメンバーは一致団結し、逆に自分たち上級メンバーはアインヴァルトを失ったことで仲間割れを起こす。それでも、イクミを支持することで己を保とうとするが、リフト艦に現れた昴治の口から切り捨て行為が明るみに出てしまい、「最善の方法」と言い逃れを始めるが、限界を迎えたことで沈黙。加えて、祐希に殴られそうになるが、昴治に助けられた。
事件後、一連の行き過ぎた行動を反省し、最終話では「自分が間違っていたのなら、それを修正したい」という理由で、リヴァイアスに再乗艦。ルクスンから「一緒に勉強していけば良いじゃないか、お前も私も」と言われたことで彼のことを見直すようになる。
アインス・クロフォード
声 - 長沢直美
ツヴァイの男性陣と女性陣の潤滑油的存在の少年。
戦闘中には恐怖から泣き言を吐くことも多かった。
事件後、リヴァイアスに再乗艦するが特に理由は語られていない。
ケヴィン・グリーン
声 - 保志総一朗
小太りの丸眼鏡。
ツヴァイの中でも高い能力を持っているはずだがブリッジ以外での描写は全くといって良いほどなかった。ルクスンにたまに入れる突っ込みは辛辣。身に着けているパンツは派手。小説版では、ラン曰く、怠け者。
クリフたちが昴治の手術を行った際、見回りに来たガーディアンズを欺くべく、ルクスンに名前を使われた。
事件後、リヴァイアスに再乗艦するがアインス同様に特に理由は語られていない。
チック・クラート
声 - 遠近孝一
小柄な体格で少数部族の族長候補。
主にピンガーに反応があるときは彼が報告することが多い。何時しかカラボナと恋仲となり、ゲシュペンスト戦の最中に半ば告白した。
リヴァイアスが土星圏に向かっていた際には監視員を率いて活動していたが一般社会の常識に拘るルクスンに艦内の状況を解らせる為、敢えて、不良たちから助けなかったこともある。ゲシュペンスト戦ではガイストにアインヴァルトを特攻させて失わせたという形振りかまわない行動を取った祐希を咎めるが逆上した彼に殴られてしまう。
事件後、部族の英雄として称えられるようになったことからリヴァイアスに再乗艦する。
ドラマCDではアインス、ブライアンとHソフトを巡り奮起し、最終的にはユイリィの怒りを買い、彼女の手で艦内中の恥さらしとされた。
クライス・モラーテ
声 - 遠近孝一
細身の長身。
内向的な性格で言葉も聞き取りづらい。しかし、コンピュータを扱う技術はピカイチでリヴァイアスが運用可能になったのも彼の功績である。ヘイガー造反時の機転の利かせ具合からヘイガーにも一目置かれている。
事件後、未知のヴァイア艦であるリヴァイアスのデータをもっと知るべく、リヴァイアスに再乗艦。
チャーリー（グッド・タートルランド3世）
声 - 桜井敏治
親のコネでツヴァイ入りを果たした気弱な小太りの青年。本名は「グッド・タートルランド3世」で「チャーリー」はフーが適当に付けたあだ名でEDクレジットでもあだ名を採用されている。
クリフの色仕掛けにより、チーム・ブルーに強引に引き入れられ、スパイ活動をするようになる。ブルーがクーデターを成功させた際、ルクスンから非難されるも悪びれた様子は見せずに開き直っていた。ハイペリオンに進路を取ってからはクリフから用済みとして切り捨てられてしまうが、それでもクリフを想い続け、チーム・ブルーが失脚した際にはクリフを守る道を選び、共に拘束されてしまうもクリフの真の愛を勝ち取った。
ミシェルの手で解放された後はクリフと共に逃亡生活を送り、Eランクのメンバーと行動を共にするようになる。ゲシュペンストとの最終決戦時には、クリフを守るべくルクスンと共に鎮圧部隊に戦いを挑む男気を見せた。
事件後、クリフのために努力して、ダイエットに成功し、再乗艦時に再会した昴治が一瞬戸惑うほどに痩せていた。
ラン・ラックモルデ
声 - 豊口めぐみ
ボーイッシュな外見の少女。
「良いところの家系」の出身ながら結婚させられたくないことからツヴァイに参加した。
知的でドライな性格をしており、一人でぼそりと他のツヴァイに毒づく光景がしばしば描かれている。ただし、陰口を好むというわけではなく、他人との交流が少ないために、結果的にそうなっているに過ぎない。パットに並ならぬ感情を抱いており、ドラマCDではその偏愛ぶりが細かく描かれている。
ランク付けによる区画分けで子供であるパットを「役に立たない」という理由だけで簡単に切り捨てて、ランクE行きにしたヘイガーを殴り倒したために自らもあてつけのようにランクEに落とされてしまうが、そのおかげでパットと行動を共にすることができ、ユイリィやルクスンとも和解する。
リヴァイアス再乗艦時にはパットに抱きつかれており、別れを惜しんでブリッジでむせび泣いていた。
脚本の黒田は、ランはショタコンではなく人間不信であり、唯一心を許せたのが悪意のない無垢なパットであったことを述べている。
カラボナ・ギニー
声 - 南央美
南国出身のおおらかな少女でちょっと太目の体格を気にしている。
母性的な面を持っており、人間関係において良い関係を構築する人物。ランにとって、数少ない友人でもある。両親と祖父母を始めとして、叔父夫婦や従兄弟と同居する大家族で育ったことが現在の性格を構築することになった原因らしい。艦内ではユイリィ、ラン、パットとは同室となり、小説版では彼女視点での同室生活が描かれており「守るべき存在」であるパットがいることに感謝していた。チックとはリヴァイアス事件の最中に恋仲となる。
前述のとおり、基本的に良識派だが同僚のチャーリーを含めたチーム・ブルー追放時には罪悪感を抱きながらも保身を優先。艦長になった際のユイリィの案である「ポイントフリーの廃止」にも賛同しなかった。
事件後、人類の未来のためにリヴァイアスに再乗艦。なお、パットとは別れの挨拶はしなかった様子。
ブライアン・ブラブ・ジュニア
声 - 江川央生
プレイボーイの女好き。
仲が良かったミシェルを簡単に突き放したり、イクミの独裁宣言の際には最初は反発し、自分の立場が良くなると判るとイクミにあっさり賛同するといった利己主義的な考えを持っており、ユイリィには睨まれ、ランにも馬鹿にされている。
ガーディアンとして復帰したミシェルに仕返しされそうになった際にはイクミに助けられるが対ゲシュペンスト戦でイクミや祐希の横暴さに我慢の限界を迎えて、イクミに楯突いた際にはニードルガンで左足を撃たれてしまう。だが、カラボナとチックによる応急処置や直後に救助が来たことでちゃんとした治療を受けられたことから昴治のように後遺症は残らずに済んだ。
当初はリヴァイアスに再乗艦する気はなかったが父親に殴られたことで再乗艦することになる。
グラン・マクダニエル
声 - 檜山修之
努力家だが狡猾な性格で上昇志向も並外れて強い。
アインヴァルドの指揮を申し出て、VGチームの初代リーダーを務めるが、その動機は万一の時に逃げ出す手段を確保しておくためという利己的なものだった。
火星圏での戦闘時にソンも懐柔して造反を試みた為、戦闘終了後、ソンと共にブルーたちに制裁された。その後も艦の外に吊るされ、ロッカーに閉じ込められ、その結果、精神崩壊を起こして廃人と化した。
小説版では性格が変更され、教官たちの決死の覚悟を理解していないルクスンを叱責する一面が見られる。

### チーム・ブルー
エアーズ・ブルーをリーダーとしたチーム。無法地帯である土星圏の出身なことから全員がアウトロー。起動間もない頃のリヴァイアスで、ツヴァイが隠蔽していた情報の暴露という手段によって主導権獲得に成功。以後、監視を名目にリヴァイアスを牛耳っていた。しかし、インプルス戦の最中にリフト艦内でブルーがリヴァイアス本艦を見限る発言をし、それをヘイガーとクライスの手で本艦に流されてしまったことで暴動が発生。失脚してしまった。
エアーズ・ブルー
声 - 檜山修之
5月2日生まれの15歳。土星の衛星ハイペリオン出身。第2操船課所属。不良集団チーム・ブルーのリーダーでもある。
寡黙かつ冷静でカリスマ性も高いが、好戦的な性格の持ち主でもあり、命令されることを極度に嫌い、他人を敵か味方かの立場でしか判断しない。マーシャル・アーツの使い手で、喧嘩の強さでは祐希すら容易く捻じ伏せるほどで、これが原因で彼はブルーにしつこく勝負を挑むようになった。
他人を力で抑えつけようとし、逆らう者には容赦しないが、その一方で火星圏の戦闘では、敗色が濃厚になるとニードルガンを自決するかのように自分の頭部に押しあてたり、戦闘後は誰もいないブリッジで一人涙を流すなど、その行動原理や内面は釈然としない所が多い。
家族に関しては、自治領の防衛省事務次官を父に持ち、兄が2人いるが、兄たちからは蔑まれながら育ち、それが現在の性格を形成する一因になっている。ハイペリオンが破壊された時には動揺を隠せなかったが、父以外の家族のことは口にすらしなかった。
リヴァイアスに乗艦後、チャーリーを暴力によってグループに引き込み、強引に情報を提供させる。リーベ・デルタが工作員2名に占拠された時はツヴァイに協力し、工作員達を拘束。同時にニードルガンを奪い取る。その後は独自の判断で工作員達を拷問し、一人を死に追いやった。ツヴァイの不手際を聞き知った後は、ニードルガンによる威嚇でブリッジを制圧し、フーに艦内放送でツヴァイの不甲斐なさを糾弾させ、2代目のリヴァイアス艦長となる。名目上は「監視役」と名乗り、ツヴァイと対等な関係であるかのように艦内にアピールしていたが、実態はツヴァイを指揮下に置き、周囲からは「王様」と揶揄されるほどの存在となる。ツヴァイのユイリィとは何時しか、互いに気になる存在になっていった。
土星圏の宙域に入った際にリフト艦に赴き、インプルスとの戦闘の最中、チーム・ブルーも多くの乗員たちも見捨ててリフト艦だけでハイペリオンへ逃れようとするが、回転衝角に故郷のハイペリオンを破壊されてしまい喪失。さらにヘイガーとクライスによってリフト艦での裏切り発言をリヴァイアス本艦に暴露されてしまい完全に失脚してしまう。家族と故郷を一度に失った末路に同情したのか、リフト艦クルーは彼を裏切り者として処罰しようとはしなかったが、チーム・ブルー狩りに転じた本艦のクルーたちに追い詰められてしまう。失意の中にいたために最初は抵抗する様子も見せずに受け入れようとしたが、庇ったユイリィを守るために、その場を逃亡する。元々はリフト艦とアインヴァルトを手土産に家族を見返すのが目的だったが、ネーヤにそれを指摘された際は動揺しながらニードルガンを発砲している。
ディカスティアとの戦闘の最中、偶然にも遭遇した昴治に匿われ、後に食事を持ってきた彼に持っていたニードルガンを託す。また、重傷を負った昴治の治療を妨害しようとしていたガーディアンズの人間を気絶させ、密かに昴治への恩返しもしている。
最終決戦時、工作員がリヴァイアスのブリッジ内に潜入した際は、ユイリィを守るために行動。彼女が肌身放さず持っていたバンダナを頭に巻いて、工作員の部隊に突撃していくが、敵の方が圧倒的な数であったために、さすがの彼でも対応し切れず、力尽きることになった。
暴力を行使する自身に対して毅然とした態度に出るユイリィとは対立していたが、次第に惹かれあっていき、彼女にセクシーな大人の雰囲気を感じさせるドレスをプレゼントしてもいる。また、ユイリィと似て自分よりも他人のことばかり優先する昴治のことも何気なく気にかけていた節があり、彼がグランとソンの裏切りで生じた混乱を収めようとパーティーを企画した際にも、無理をするなと彼を気遣う発言をした。自分が裏切ったにも拘らず、匿った上に食事まで用意してくれた昴治にニードルガンを託したのも、ブルーによれば昴治のような人間が持っていた方が良いらしく、少なからずこの時のブルーは、リフト艦やツヴァイのメンバー、イクミ以上に昴治のことを認めていたようである。イクミの独裁政権後も、愚痴に近い形で昴治が悩みを打ち明けた際には、内容は過激ながらも助言をしている。
Sere25以降、ハイペリオンの崩壊が原因で天涯孤独になったために、政府関連の施設に引き取られたものの、あっさり脱走して姿を消したことがCDドラマ3にて判明している。最終話では姿を見せなかったが、リヴァイアスに乗艦しており、またも祐希と一戦交えたようで、トレードマークであるバンダナを取られている。
公式外伝動画（本編のキャラクターがSD化している）では、ユイリィと花嫁花婿衣装に着替えている。
黒田洋介はブルーについて、頭の回転が速いのに不良をしているという昴治にとって理解しづらい人物として描くというテーマを掲げていたが、その中で彼のポリシーをどう表現するか、逆に彼の人間性を描きすぎたらブルーのことが理解できない昴治が変だと視聴者に思われてしまうといった塩梅から、本作の執筆で最も動かしにくい人物に挙げられた。
フー・ナムチャイ
声 - 江川央生
ブルーの副官的存在。彼の親戚でもあり、古くから崇拝している（ブルーが本家で、フーは分家出身）。「詐欺師の息子」（クリフ談）のためか頭の回転が速く口達者で仲間たちからは「言葉の魔術師」とも呼ばれており、パーティ時にはノリノリで司会も務めた。家族愛を重んじる一面があり、火星圏で祐希が兄を見捨てたと勘違いした時には、それを批判していたが、一方でブルー同様に仲間を捨て駒として見ていた節があった。
ブルー失脚後は拘束されていたが、ミシェルの手で救出される。イクミ政権時は治安要員として復帰。ゲシュペンスト戦の最中、リュウとの会話にて、自分たちを裏切ったブルーに対する復讐心を覗かせていたが、クルーの暴動を抑えられず、ブルーへの復讐どころではなかった。救助されたが、リヴァイアスに再乗船はせず、サイドストーリーではリュウを秘書扱いにして使用人と共に外出している描写がある。
公式ポスターでは生還パーティーを開く際、再び司会者を乗り気で務めていた。ラダンと共に空中に舞い上がっている。
クリフ・ケイ
声 - 長沢直美
11月11日生まれの15歳。看護科の生徒。
妖艶な雰囲気を漂わせたミシェルの「兄」。ニューハーフで、昔はミシェルとともに美人局をさせられていた。その時に、胸も豊胸手術を施されている。ただし、本編では直接言及されていないものの男根はそのままらしい。
チャーリーを誘惑して篭絡し、チームのために利用する。用済みとなるや脅迫まがいの拒絶行動に打って出たものの、ブルー失脚時にかばわれたことで、彼に心惹かれていく。ミシェルによって監禁から解き放たれるものの、ブルーへの復讐よりもチャーリーへの愛を優先したために決裂。以後、兄妹が顔を合わせる場面は描かれなかった。
チャーリーとの逃亡生活の末、Eランクのメンバーと行動を共にするようになる。昴治に撃ち込まれたニードルガンの針を抜くことになった際は、チャーリーに勇気づけられ、ユイリィの補佐を受けながら、慣れない医療用機械の操作に奮闘し、手術を成功させた。
最終回ではチャーリーと共にリヴァイアスに乗艦。清純風に髪型や服装を変え、真面目にカリキュラムを受けている模様。また、ドラマCD3において、再乗艦時には本格的な性転換手術を受けていたことが明かされた。
ミシェル・ケイ
声 - 堀江由衣
7月14日生まれの14歳。クリフの妹で、兄と同じく看護科の生徒。
昔は児童買春に従事させられていたが、ブルーの気まぐれで助けられる。ツヴァイのブライアンをたらしこんだが、ブルー失脚の際に見捨てられてしまう。元々自分勝手な性格で我が侭なため、反感を抱かれることも少なくはなかったようである。
ブルー政権失脚後は拘束され、性の捌け口にされてしまうが、タフな性格から次々と男たちを手ごまとし、可愛らしいセーラー服を始めとした品々を貢がせる。遂には自分のオタクっぽい取り巻き達を使って、まんまと脱出に成功する。しかし、兄のクリフにはチャーリーと共にいるために復讐を断られてしまい、逆上したミシェルは一方的にクリフと決別する。
イクミのクーデターの際に彼を支持し、救い出したフーとリュウと共にガーディアンズに加入し、リーダーに任命された。ブライアンへの復讐を目論むもイクミに止められる。ゲシュペンスト戦でリヴァイアス内が窮地に陥った時は、取り巻きたちに見捨てられ、本艦に取り残される。潜入してきた兵士に命乞いをするも、トリモチ弾で捕まってしまい、その時は、自分が散々貶していたクリフやブルーの名を叫び助けを求めていた。
事件後はリヴァイアスには再乗艦せず、サイドストーリーではあおい同様に髪を伸ばし、恋人を作っている描写がある。
リュウ・ギイル
声 - 檜山修之
力は強いが、頭はあまり強くないという筋肉バカ。ただし、祐希には2回、喧嘩で負けている。CDドラマではソンと共にブルーに怯える姿を見せた。ブルー失脚後はフーと一緒に拘束されていたがミシェルの手で救出された。イクミ独裁下では治安要員として働いていたが、行き過ぎた行動に出てしまったらしく、イクミに制裁を受けている。救助されたが、リヴァイアスに再乗船はせず、サイドストーリーではフーの秘書兼使用人として共に外出している描写がある。
ソン・ドッポ
声 - 菅原淳一
こずるい性格。リヴァイアスに乗る前にチーム・ブルーにちょっかいを出したが一蹴され、傘下に入り、木星圏での裏組織とのパイプ役となっていた。グランと組んで造反しようとするが失敗に終わり、命乞いも空しく、グランと同じ末路を辿り、廃人と化した。

### ファイナーズ
物語の中盤頃からファイナの下に集まり、彼女に救いを求めて「聖母アルネの教え」を信仰していた少女達のこと。この通称は設定資料の一部から確認できる。
エリナ・リグビー
声 - 桑島法子
祐希の元彼女。強気そうな見た目と裏腹に繊細で、あまり社交的ではない。
リーベ・デルタ時代に祐希に別れを言い渡されながらもリヴァイアス乗艦後、祐希の気遣いにより、とある女子グループに加入するが、グループから抜けてしまう（あるいは追い出されてしまった）
グループから抜けた後、ファイナの士官部屋を訪れ、親しげに彼女と話し、以降はファイナーズの一員となり、ファイナの不在時にグループの中心的な存在となる。イクミによる恐怖のストレスで寝込んでしまったレイコを看病する姿も見せた。ゲシュペンスト戦の直前、グループごとファイナにあっさりと見捨てられ、ファイナが自分達ですら「過去」にしたことを悟る。
劇中では確認できないが、関連雑誌では祐希と同じく昴治を呼び捨てている。
アラネア・デボン
声 - 南央美
艦内が乱れ始めた頃、ファイナの庇護下に入った少女の一人。メンバーの中でも気弱で根暗な雰囲気であるが、その内では聖母アルネの教えやファイナの歪んだ思想に支配されてしまっていた。
昴治とよりを戻したいファイナの教唆によって、2度にもわたってあおいを殺そうとするなど、その精神は凶暴化の一途を辿っていく。しかし、いずれも失敗に終わり、Eランクの収容所に侵入した2度目の襲撃後、その場にいたジョンソンやエマーソン達に取り押さえられ、その後は拘束されることとなった。なお、皮肉にも1度目の襲撃が昴治とあおいの絆を深めることになる。

### 一般生徒（男子）
ニックス・チャイプラパット
声 - 愛河里花子
イクミの顔見知り。13歳。リーベ・デルタ時代は第2操船課に所属。元気で活発な性格だが、自分勝手な自信家な上、思ったことを率直に言う。明弘とは友人ではあるが、年上の明弘を半ば子分としている。
メカに関する腕は良く、リフト艦のサブオペレーターを務めることになる。グイーンを個人用に改造して乗り物兼盗撮用にし、それを使って、イクミとこずえのキスシーンを盗撮するが、その行いは、こずえ事件の要因の一つになってしまった。こずえが暴行されたことを知らない為、その理由をレイコから聞こうとした際には、明弘に止められている。
昴治のことを「自分よりも実力の劣る存在」と勝手に決め付けているために「特権階級」の座にある彼を何かにつけて貶し続けており（昴治が望んで特権階級になったわけではないのだが）ディカスティア戦で彼が何の役にも立たなかった際には嫌味を発している。しかし、心から憎悪しているわけではなく、昴治が何者かにリンチされた際は手口の卑劣さに憤り、ニードルガンで重傷を負った際にも治療の補佐を自ら申し出ている（結局は残ることになったが）
イクミ政権では、明弘と共に遅刻の罰則として丸一日独房に閉じ込められた上、元々の素行の悪さが災いし、能力があるにも関わらず、最下位のEランク行きにされてしまう。上位ランクになっていた明弘に八つ当たりして、一人嘆いていた。ゲシュペンスト戦の最中、本艦に取り残された際には、イクミの仕業と決めつけて、彼への激しい怒りを見せながらも、ブリッジでソリッドを組んだり、ゲシュペンストからの制圧隊に立ち向かったりした。
事件後、明弘と共にリヴァイアスに再乗艦。明弘がリヴァイアス事件を通じて成長したことから親分と子分の関係ではなくなり、対等の友人になっていた。
雅明弘（みやび あきひろ）
声 - 桜井敏治
ニックスの相棒。リーベ・デルタ時代は第2操船課に所属。ニックスより年上だが、気弱で大人しく自己主張できない性格が災いして、自分とは逆に自己主張の強すぎるニックスの子分兼フォロー役になっている。ヴァイタルガーダーの存在が公になる前にリフト艦に足を運び、アインヴァルトを模したコントロールロボットを初めて見た際には「宇宙空間で二足歩行のロボット」というナンセンスさに大笑いする昴治たちとは逆に「かっこいい」とコメントしたことから、ヒロイックなものに強く憧れを抱いている模様。
ニックスと共にリフト艦のサブオペレーターで働くことになるが、実は成績面では操船課の10位と、ニックスよりも上であり、本来ならばメインオペレーターの活躍も出来る資質を秘めているのだが、ここでも、気弱な性格が災いして、大きな損をしている。
昴治のことを自分と同じく、目立たないようにして、誰かについていこうとするタイプの人間と思い込んでおり、彼がイクミに引っ張られている事実についても、やんわりながら厳しく指摘している。後に昴治が孤立しつつあった際にも、彼を気遣うつもりで「無理すると失敗するから、僕たちのようなタイプはおとなしくしておいたほうが良い」と助言するが、昴治にとって、その発言は不愉快なものでしかなく、拒絶されている。
イクミ政権になってからしばらくして、ニックスと共に遅刻の罰則として丸一日独房に閉じ込められてしまったことはあったが、普段の真面目な姿勢面が幸いし、ニックスと違って、最下位ランクに落とされることはなかった。しかし、ランクの違いでニックスと離れることになり、彼からは罵声を浴びせられながらも、人付き合いが悪いことで孤立してしまうのを心配し、昴治とあおいの2人に、ニックスの事を頼んだ。
ゲシュペンスト戦において、イクミに殺されかけても彼と向き合うことをやめない昴治の姿に感化され、自身も変わらなければならないことを決心。救助後に昴治に送った手紙で、その旨を伝えた。
リヴァイアスに再乗艦した際は以前の時よりも明るくなっており、ニックスとの関係も対等なものに変わっていた。
エマーソン・エルビィ
声 - 遠近孝一
リリッシュの彼氏。とにかく楽観的で、現状や先のことをあまり考えていない。第2次ツヴァイ政権において、新たな監視役になるが、仕事をそっちのけでグイーンレースにめり込むようになり、リリッシュにポイントをせびっては散財していた。これが原因でリリッシュとは互いに険悪な関係になっていく。決して人望がない訳ではなく、アラネアに襲われいたあおいを助ける見せ場もある。ゲシュペンスト戦ではリリッシュに脅される形で制圧隊に立ち向かった。事件後、リヴァイアスへの再乗艦を拒否したことから、リリッシュに見限られてしまう。スペシャルエディションでは、リリッシュの家に遊びに行こうとするも、拒絶されている。
ジョンソン・コール
声 - 桜井敏治
リーベ・デルタ圧壊の危機に瀕したとき、意を決して想い人であるシャーロットに告白するが敢えなく振られた少年。しかし諦めきれずに彼女に付きまとうようになり、ストーカーに近い存在となってしまう。しかし、彼女に対しては、本人なりに真剣に尽くしており、彼女を守るために監視員に志願する、稼いだポイントをすべて貢ぐ、自分からEランクへの格下げを望むなど、涙ぐましい努力を重ねていたが、その思いはなかなか彼女には伝わらなかった。恋敵をスタンガンで倒す陰険さを持ってはいるものの、エマーソン同様にアラネアを取り押さえて襲われるあおいを助けるなど、後半では良い見せ場も多くなっている。
しかし、ゲシュペンスト戦の最中リヴァイアスに侵入した兵士達に立ち向かうため、ルクスンたちと共に飛び出して行き、敗れはしたもののその心意気は漸く彼女に伝わり、最終回では彼女ともにリヴァイアスへ再搭乗することになった。チャーリー同様、過酷な境遇の中で幸運を掴みとったといえる。
ラリィ・イェーガー
声 - 千葉一伸
ヴァイタル・ガーダーのオペレーター。緑色のシャツを好んで着ている。リーベ・デルタ時代の祐希のパートナーだが、祐希の態度から仲は悪かった。
マルコ・バウル
声 - 菅原淳一
ヴァイタル・ガーダーのオペレーター。帽子を被っているほか、黄色い衣服も着ている。
小説版では両親と妹の4人家族と説明されており、好物は干し葡萄なことも明かされた。
ラダン
声 - 島田敏
いつも裸の男。序盤は股間を座布団で隠すだけだったが、活躍の場が増えると、腰にタオルを巻いてマントを羽織っている姿も披露された。機械弄りの腕は良い。リヴァイアスの中でパーティが催されたときには、仕上げを担当することになった。モデルは放送当時に電波少年シリーズの企画で話題となっていた、タレントのなすび。
ラダンの弟子
声 - 遠近孝一
本名不詳。ビン底のような分厚いメガネと河童頭が特徴。ラダンに心酔しているらしく、どこまでも彼に付き従い、最終回では同じファッションをするに至った。
梅ちゃん（うめ）
作業課の手伝いに赴いた男子生徒。ブルーからニードルガンを託されて戻る途中の昴治に他の男子生徒たちと共に八つ当たりした際には祐希に叩きのめされた。ゲシュペンスト戦ではリヴァイアス本艦に置き去りにされた乗組員の1人で制圧隊に捕らえられた。
ソリス・マクベイン
リーベ・デルタ時代のファイナの恋人。彼女が信仰に背いたことをばらそうとして、反対に殺害されてしまう。劇中では死体のみの登場。
小説版では彼女との別れを切り出して逆に彼女の手に掛かるが一命を取り留めている。しかし圧壊事故に巻き込まれ、救難信号を出すも救助が間に合わず結果的に命を落とすことになってしまった。
彼本人の意思とは関係なく、ファイナのその後の人生を歪ませる存在になってしまう。

### 一般生徒（女子）
市川レイコ（いちかわ レイコ）
声 - 豊口めぐみ
リーベ・デルタの頃からのあおい、こずえの親友でフライトアテンダント課に所属していた。
普段は明るいほうだが、気弱で深く落ち込みやすい。叔父のジョンに憧れており、よく自慢している。趣味は防犯グッズ集め。
こずえ同様にイクミのポイントフリーの恩恵を受けていたが、こずえのような依存ぶりは見せずに仕事もこなしていた。こずえが他の女子達に反感を買い始めてからは、こずえを注意し、相手グループもなだめたりしていたが、こずえが暴行される時に恐怖から動くことができず、見捨てることとなってしまった。そのことでイクミからいびられた上に脅迫されてしまい、彼を恐れて逃げ出す。
その後、艦内で独り彷徨っていたところをエリナたちに保護され、ファイナの庇護下に入った。イクミへの恐怖心によるストレスは相当溜まっており、エリナたちに保護された直後は寝込んでしまっていた。ゲシュペンスト戦でファイナから切り捨てられたことで完全に居場所を失ったことから開き直り、ゲシュペンストクルーが制圧に乗り込んできた際はトリモチ銃をファイナーズに向けてきたゲシュペンスト乗員の前に立ちはだかろうとしていた。
事件後は、罪悪感か、イクミへの恐れゆえか、リヴァイアスに再乗艦はせず、出港を見送る後ろ姿のみが描かれている。
カレン・ルシオラ
声 - 氷上恭子
6月9日生まれの16歳。
リーベ・デルタ時代は第2操船課所属。
天涯孤独の身の上だが、明るく竹を割ったような性格の少女であり、基本的に誰に対しても気さくに話しかける。音楽のメモリーチップ集めが趣味で、特定のグループには所属せず、使われていない貨物用エレベーターにテントを張って一人で暮らしている。祐希には個人的な興味を持っており、火星圏を離脱した頃から彼と行動を共にする。成績は操船課で上位5位と優秀であるが、実はもっと上位の成績を収めることもできたはずの才女。グランとソンの一件後、パイロットに異動したイクミの後釜としてリフト艦のメインオペレーターを務め、多大な貢献をする。イクミとはリヴァイアス乗船前もそれなりの交流があり、音楽用のメモリーチップを交換し合ったりしていた。祐希に関わって以降は、昴治を「お兄さん」と呼んでいる。
戦闘以外でもストーリー上で数々の活躍をしており、イクミからも拒絶され自分の進むべき道を見失ってしまった昴治に、迷いを吹っ切れさせるだけでなく、その後の行動に大きな影響を与えるきっかけを作っている。ゲシュペンスト戦後、昴治が自暴自棄になったイクミに射殺されそうな窮地では、明弘と共にイクミへの攻撃を止めるよう呼びかけ、見て見ぬ振りをしようとする祐希を必死に叱咤して、救助を促した。
救助後は面識のない遠縁に引き取られていたが、折り合いが悪く直ぐに家出する（劇中では語られていない）。最終話では祐希と共にリヴァイアスに再乗艦した。
リリッシュ・フラゥ
声 - 高橋美佳子
エマーソンの彼女。ソバカスがチャームポイント。
リヴァイアス内の治安が乱れだした頃から、博打好きの彼からたびたびポイントをせがまれるなど、徐々に2人の間にすきま風が吹きはじめる。精神的には強い方で、再搭乗依頼を受けた際、怖さからリヴァイアスの乗船を拒否したエマーソンに三行半を突きつけ、リヴァイアスに再乗艦。
シャーロット・ラキュナス
声 - 豊口めぐみ
ジョンソンに想いを寄せられる少女。
当初は壊れたぬいぐるみを抱いて泣いていた気弱な少女であり、付きまとっていたジョンソンを最初は疎ましく思っていたが、苛酷な環境が逆に彼女を強くしたらしく、ポイントを貢ぐ彼を軽くあしらうなど、徐々に逞しくなっていった。
ゲシュペンスト戦の最中無理を承知で兵士に立ち向かうジョンソンの姿に心打たれ、遂に心を開く。最終回では共にリヴァイアスへ再乗艦することになった。
モリエラ・スロスコラフ
声 - 佐久間レイ
ブルー政権下で親衛隊に入っていた目のきつい少女。
ブルー失脚時には他の親衛隊員と同じく吊るし上げに遭い、その時の経験から親衛隊を引退。ゲシュペンスト戦ではEランクでないにも関わらず、リヴァイアス本艦に取り残されてしまう。
最終回ではリヴァイアスに再乗艦しており、若干表情が柔らかくなっている。
キブレ＝キッキ
声 - 高橋美佳子
いつも着ぐるみをまとっている少女。
リヴァイアスが爆雷攻撃を受けた時のどさくさで着ぐるみがバラバラになってしまい、以後はずっと艦内を探し回っていた。本筋には絡まない存在。
最終回では見つからなかったパーツを探すためにリヴァイアスに再乗艦。
名前は『伝説巨神イデオン』を意識しているが「気が触（ふ）れている」からともされている。
ナタリー・シーン
声 - 飯塚雅弓
CDドラマ版で初登場した看護科の生徒。
バスト100cmの巨乳で眼鏡っ娘。セオリーどおり、眼鏡をはずすと美少女である。
当初はCDドラマのみのオリジナルキャラだったが、第1巻のライナーノーツにその他の登場が示唆されていたため、急遽本編にもセリフは無いもののモブキャラとして登場している。
小説版と漫画版にも登場。小説版ではアニメ本編第4話でのツヴァイによる状況説明のシーンは彼女の視点で描かれ、父親が殉職したことを知ったショックからその場を離れたパットを目撃しており、後を追いかけようとしたが、ツヴァイの説明に耳を傾けている間に見失ってしまった。漫画版ではディカスティア戦の最中にあおいと食堂で会話を行い、昴治と祐希が兄弟であることを教えられた。
サンディ・アレン
声 - 豊口めぐみ
ポニーテールで目元に星型のメイクを施していた少女。
パーティーの最中かつてのルームメイトと再会するが、ファイナの「過去」を口にしてしまい、彼女に絞殺されてしまうという悲劇的な最期を遂げる。
エニマ・グリズリー
ミスコンにエントリーした少女。

### 大人たち
コンラッド・ヴィスケス
声 - 若本規夫
軌道保安庁の士官で階級は中佐。
可潜艇タンデルの艇長として、リヴァイアス確保のためにリーベ・デルタ襲撃作戦を指揮し、その後もリヴァイアス追撃に参加する。リヴァイアスが初起動した際の事故により娘のアンジェを失ったことから、仇であるリヴァイアスを強く憎んでおり、リヴァイアスのことを本体の「ブラティカ」の名で呼んでいる。宇宙線病で吐血する程に身体を病んでいるが、それでもリヴァイアスへの憎しみを晴らすために追撃をやめず、自身もヴァイア艦・灰のゲシュペンストの艦長になる。
天王星付近の宙域でリヴァイアスと交戦。ガイストとアインヴァルトのヴァイタル・ガーダー戦の最中、リヴァイアス本艦に制圧部隊を送り込むも、リヴァイアスへの憎しみが増していき、捕獲ではなく破壊しようとする。ゲシュペンストのブリッジにネーヤが現れた際には、アンジェの「紛い物」と断じて銃撃しようとするがアンジェの声を聞いたことで改心。部下たちに戦闘の中断とリヴァイアス乗組員の救助を命じ、艦の指揮権を副官に委譲した後、ニードルガンで頭部を撃ち抜いて自決した。
主人公の昴治との対峙はなかったが本作が『スーパーロボット大戦X-Ω』に出演した際、モニター越しに昴治と対面。彼からの救助要請を敢えて無視し、原作同様にリヴァイアスへの交戦を続行している。
エリック・キャンベル
声 - 堀内賢雄
リーベ・デルタの教官でパットの父。
妻はパットを出産時に他界しており、彼女の両親の反対を押し切り、男手一つでパットを育てる。
ゲドゥルトの海に沈みつつあるリーベ・デルタから生徒たちが脱出する時間を稼ぐために残留していた数少ない教官たちと共に命がけの作業にあたる。同僚たちが次々と殉職していき、1人になりながらも作業は成功したが同時に殉職。リーベ・デルタ→リヴァイアスには子供しかいないという状況になる。
自身のIDカードをパットに預けており、パットは父の形見となったIDカードを持ち歩くようになった。
ツヴァイの面々に残した「大人には責任というものがある」という言葉は、子供だけの閉鎖社会を描く本作のテーマの一面を示している。
セルゲイ・ベルコビッチ
声 - 中嶋聡彦
太陽系惑星間同盟政府の事務次官。
ヴァイア・プロジェクト遂行のために数々の強硬手段をとったヴァイア・プロジェクト急進派の政治家。
リヴァイアスが逃避行を続けなくてはならなかった理由は彼の指示によるところが大きいが彼が強硬にヴァイア・プロジェクトを推進したのは決して私利私欲のためではなく、数千年後にあるいはそれより早く発生が予測される第2のゲドゥルト・フェノメーンを見据えて、その「きたるべき時」の子孫たちに財産として、ヴァイア艦を残さねばならないと考えたからであり、本人も自分の強硬策が人の道に外れているのを自覚していた。
最終局面において部下の矩継の内部告発を受け、逮捕される。
下村由吉（しもむら ゆきち）
声 - 菅原正志
太陽系惑星間同盟政府の議員。
ヴァイアにはバックヤードなどの未知数かつ危険な側面があることから取り扱いには慎重であるべきと考えるヴァイア・プロジェクト穏健派の政治家。
プロジェクトの主導権を巡って、ベルゴビッチら急進派と激しく対立。かつて暴走事件を起こしたリヴァイアスをリーベ・デルタ内部に隠すように指示した。これは大勢の人間が集まるリーベ・デルタにリヴァイアスを置いておくことでそのシンクロ率が上がることを期待したゆえの処置とされている。
矩継真琴（くつぎ まこと）
声 - 遠近孝一
ベルコビッチ直属の内閣調査室の一員。私生活ではコリー犬を飼っている。
リヴァイアス捕獲作戦に深く関わるが下村がベルゴビッチに作戦の内部資料を突き付けるまでリヴァイアスに子供しかいないという事実を知らなかった。以後、子供たちを助けねばならないという決意を固め、ベルゴビッチを内部告発する。ゲシュペンストとリヴァイアスの戦闘時には戦闘を目の当たりにしていた。
最終話にて、リヴァイアス再起動の為、救助された生徒たちに再乗艦を依頼して回り、相葉家を訪れた際には昴治に殴られ、罵倒されながらも頭を下げた。
ギッター・ペインティアム
声 - 辻親八
青のインプルスの艦長。
ハイテンションなセリフを常に放っており、インプルスのヴァイタル・ガーダー・回転衝角を溺愛している。リヴァイアス攻撃の過程でハイペリオンを破壊する蛮行に走る等、スフィクスからのバックヤードによる精神崩壊がかなり進んでいた様子。深紅のディカスティアの乗員に対しては良い感情を持っていない。
回転衝角が撃破されたことで精神が完全に崩壊し、廃人となってしまう。その後は拘束着を着せられながらも体を回転させるなどの激しいジェスチャーを織り交ぜながら攻撃指令を連呼していた。
アンナ・ド・ポンパドゥール
声 - 豊口めぐみ
深紅のディカスティアの艦長。
若いクルーたちに嫉妬しているらしい発言が多い。彼女もまたスフィクスからのバックヤードの影響で精神崩壊が進んでいたらしい。
アリス・アスターシャ
声 - 愛河里花子
真紅のディカスティアの副長。
細目のアンナとは逆に太めの体型だが、若いクルーに嫉妬していることやバックヤードの影響で精神崩壊が進んでいたことは同じ。

### スフィクス（S-fix）
スフィクスの詳細は、#登場する主な設定・名称を参照。
ネーヤ
声 - 佐久間レイ
リヴァイアスのスフィクス。元は霧状の存在に過ぎなかったが、コンラッドの娘であるアンジェの遺体を取り込んで、少女の姿をした現在へと至った。外見は人間であるが、スフィクスであるため、宇宙空間に出ることもできる。
スフィクスは艦内の人々の精神に影響を受けるため、彼女の台詞の多くはリヴァイアスの乗員達の心中の気持ちをダイレクトに垂れ流したものであり、動作で表現することもある。リヴァイアス艦内を徘徊しており、神出鬼没。リヴァイアス艦内や周辺なら瞬間的に移動できる。生徒達によく目撃されるが、すぐにどこかへ消えてしまうため、怪談の種となっている。
様々な者達の姿や感情を見ていくことで、次第に自我が芽生え始め、自らの意思による発言も見られるようになる。比較的多く会話を交わしたのは昴治であり、彼に名前を聞かれた際にも自ら「ネーヤ」と名乗っているため、昴治には特別な関心、いわゆる「好意」を寄せていた節もある。昴治が独裁者となったイクミに直談判すべく行動を起こした際にも現れ、彼がイクミの元に向かえるよう導いており、その後イクミにニードルガンで撃たれ、更にはファイナが亡き者にしようとした際にも、「過去は消せない」という昴治の思いをファイナに伝え、その後、生死の境をさ迷っていた彼を、あおい達のいる最下位ランクの隔離区画にまで運び込んだ。
ゲシュペンストとの最終決戦では、作業艇に乗った昴治とあおいをリフト艦へ導きながら、自らも同じスフィクスであるマーヤと直接対面することとなった。また、マーヤが活動を停止した後、狂気に支配されたコンラッドの元へ向かって彼を説得。リヴァイアスへの攻撃をやめさせることには成功したが、その直後にコンラッドが自決する姿を目の当たりにすることになった。
最終回では昴治と再会した際に柔らかい笑顔を彼に向け、ルクスンがチタニアに向けて発進を指示した時にも、「了解、艦長」と、無邪気な笑顔と明確な自我の開花を見せている。
企画書段階では凄い美少女として描かれており、当時のプロデューサーからは綾波レイのような役割を要望されていた。黒田はネーヤを純粋で無垢なキャラクターとして設定することで美少女としての落とし所をつけ、集団の狂気の中で真の人間とは何かを理解する過程を描写し、視聴者に人間とは何かを問いかける役割を持たせたことを述べている。
アンジェ・ヴィスケス
声 - 佐久間レイ
コンラッドの一人娘。軌道保安庁の職員で、かつて、父親と共に参加したヴァイア捕獲作戦時の事故に巻き込まれ殉職。亡骸はヴァイアに取り込まれ、後にリヴァイアスのスフィクス・ネーヤの原型となった。

マーヤ
ゲシュペンストのスフィクス。その姿は中性的な少年のようである。ネーヤと違い感情が見られず、冷たい印象を与えている。コンラッドの狂気と憎悪に満ちた意思に反映されるまま、ゲシュペンストとガイストで、アインヴァルトとリヴァイアスを攻撃し続けたが、最終的にはネーヤの説得を受け、その行動を停止する。

### その他の登場人物
パット（パトリック）・キャンベル
声 - 南央美
12月13日生まれの8歳。リーベ・デルタ教官、エリック・キャンベルの息子。
明るく無邪気な性格で芯も強いが年相応の甘えん坊な面もある。青いクマのリュックサックを所持。母親を生まれて、すぐに亡くし、父親も仕事の為に家にいないことが多いことから普段は祖父（エリックの実父）と暮らしている。料理に関してはサンドイッチは作れる。ユイリィたちとの交流からツヴァイに憧れ、自身もツヴァイを志すようになる。
父に会いに特別待遇でリーベ・デルタにやってきたが不幸にも父とは死別。リヴァイアス内でユイリィに保護された後、ツヴァイの女性陣のグループで過ごすようになるが途中からルクスンと行動を共にするようになる。事件に巻き込まれた当初は父を喪ったこともあり、塞ぎこんでいたがユイリィに支えられて、本来の明るさを取り戻していき、ユイリィを母親のように慕うようにもなった。ユイリィには甘えてばかりいたが彼女に叱られてからは徐々に自立していく。ルクスンに対しては少々厳しい発言をしていたが彼と行動を共にしていくうちに本当の兄弟であるかのように仲良くなっていき、ルクスンのことを頼りに思うようになる。Eランクに送られた日に一足早く、皆に誕生日を祝ってもらった。
事件後は祖父も亡くしたらしく、ユイリィと共に生活。リヴァイアスの出航日、ユイリィたちとの別れを惜しみながらも成長して、ユイリィたちに会いに行く決意を固め、リヴァイアスを見送った。
尾瀬カオリ（おぜ）
声 - 氷上恭子
イクミの姉。
生まれつき体が弱く、余命幾ばくも無い状態にあり、もっとも身近にいたイクミとの禁断の関係になってしまった。イクミとの関係に気づいた父親の手で2人の関係に終止符を打つために嫁がされるが望んだ結婚ではなく、イクミを忘れることも出来なかった末に、嫁いだ後、自ら命を絶ってしまった。
彼女の死はイクミのトラウマになっており、こずえ事件がきっかけでトラウマが再発。リヴァイアスのイクミ政権の原因の1つとなった。
相葉律子（あいば りつこ）
相葉兄弟の母。あおいからは「相葉母」と呼ばれている。劇中では顔ははっきりと描かれていない。
兄弟が幼い頃に離婚した後、女手一つで2人の子供を育てる。昴治に対してはやや過保護な面がある。第1話でリーベデルタに向かう直前の昴治のネクタイを直すが最終話では昴治が先にネクタイを直した。その際、姪のトモ（相葉兄弟のいとこ）のホームステイを昴治に勧められている。
アラネアに襲撃されかけた直後のあおいには「仲の悪い息子2人をまとめて叱る人物」と評されるものの小説版では暴力的な祐希に怯えて昴治にだけ構う様になったという不甲斐ない母親として描写されている。
耶麻沢ケイコ（やまさわ）
昴治が3年前に交際していた少女。
祐希に言い寄られて鞍替えしたが昴治への嫌がらせだけが目的だった彼にも間もなく、フラれてしまった。
「恋人を横取りされたのに怒らず苦笑いを浮かべるだけ」という当時の昴治の態度と反応に祐希は怒りを覚え、昴治の方も横取りしておいて、すぐにケイコをフッた祐希の不誠実さを腹に据えかねることとなり、今も双方の胸中でわだかまっていた。祐希がリヴァイアス事件の最中に昴治の前で蒸し返した際には彼を本気で怒らせ、珍しく暴力による反撃を行わせることとなった。祐希の回想内のみの登場かつ後姿のみの登場。
アゼリア・キャンベル
パットの母親。小説版でのエリックのモノローグで存在が語られた。
エリックと駆け落ちするも移住先の火星で身体を壊し、パットを出産した直後に帰らぬ人になる。
パットは祖父から「母親は宇宙にいる」と教えられ、リーベ・デルタに来たのは父だけでなく、母に会うためでもあった。エリックはパットの願いを叶えるために、リーベ・デルタの施設にアゼリアの画像を入れようとしたが、それを行う前に殉職した為、果たされることはなかった。

## リヴァイアス事件
リーベ・デルタ圧壊から天王星圏でリヴァイアス乗員が救助されるまでの一連の事件を、乗員救助後の物語ではリヴァイアス事件と称している。

### 事件の概要
- 2225年4月、潜入していた工作員により、リーベ・デルタを事故に見せかけて圧壊させる企てが行われる。しかし、異常を察知したツヴァイと一部の生徒の協力で工作員は捕らえられる。
- 生存している生徒達は教習艦リベールで脱出を図ろうとするも、フライトアプローチに失敗。しかし、突如としてリベールにつながっていた所属不明艦が起動し、航行を開始する。
- リベールに避難していた生徒たちは、起動した航宙艦リヴァイアスに移動。以後、この艦から救難信号を発信し、救助を求めて航行する。
- リヴァイアス強奪に失敗した軌道保安庁の航宙艦がリヴァイアスを攻撃するも失敗。その後回収したリベールの残骸から潜入していた工作員2名を救助。うち1名はすでに絶命。
- 工作員からの報告により、リヴァイアスにいるのはリーベ・デルタの生徒たちのみであることが報告されるも、この事実は隠蔽される。
- 軌道保安庁は火星圏でリヴァイアスと交戦。この戦闘を、テロリストに乗っ取られたリヴァイアスによるテロ行為と報道機関に発表する。また、リーベ・デルタは圧壊し、生存者はいないものと発表される。
- 政府上層部は太陽系外で航行訓練をしていたヴァイア艦を呼び戻し、リヴァイアス捕獲を実行するもインプルス、ディカスティア、ヴァイスハイトはいずれも戦闘に敗れ失敗。多くの戦死者を出し、またインプルスの艦長は精神崩壊に陥る。
- この間、インプルスは土星の衛星ハイペリオンを多数の住民もろとも破壊する暴挙に及ぶ。
- リヴァイアスは天王星付近で灰のゲシュペンストと交戦。互いのヴァイタル・ガーダーが相討ちになるなどの激しい攻防の末、ゲシュペンスト乗員がリヴァイアスを制圧。しかし、ゲシュペンスト艦内に突如現れたリヴァイアスのスフィクスが停戦を訴える。ゲシュペンスト艦長コンラッド・ヴィスケスはリヴァイアスの乗員の救助を部下に命じて自決する。
- 同年12月16日、リヴァイアス乗員の救助と軌道保安庁職員・矩継真琴の告発により事件が明るみに出て、ヴァイア・プロジェクトの中心人物だったセルゲイ・ベルコビッチが逮捕される。

### 政権・艦長の変遷
ツヴァイ（初期）
- 実習班班長だったルクスン・北条が艦長に就任。
- 艦内における生活マニュアルから各生徒の作業分担配置の作成までをツヴァイが行う。
- 軌道保安庁による2度の攻撃を撃退。また2度目の攻撃の際に、工作員2名を閉じ込めていた教習艦リベールの残骸がすべて脱落。ツヴァイは艦内の混乱を避ける名目でこれらの事実を隠蔽する。
- 航宙課の生徒の成績順をルクスンの一存で公開。
- 尾瀬イクミ、相葉祐希ら航宙課の上位成績者を集め、グラン・マクダニエルをリーダーとしてヴァイタル・ガーダーの訓練を開始。
- 秘かに情報を入手していたチーム・ブルーがブリッジを制圧の上、事実を暴露してツヴァイを糾弾、以後ツヴァイに代わりリヴァイアスを牛耳ることとなる。

ブルー政権
- エアーズ・ブルーが艦を掌握。チーム・ブルーおよび偶然ブリッジに居合わせた相葉昴治とファイナ・S・篠崎を加えた8名が、ブリッジの監視を名目に常駐する。
- 火星圏宙域の戦闘で初めてヴァイタル・ガーダーを投入。戦闘中に取り乱したルクスンがブリッジから追放される。ブリッジとリフト艦は一時連絡が取れなくなるが、ブリッジの昴治の提案とヴァイタル・ガーダーの祐希の思惑が偶然一致し、火星圏の戦闘に勝利する。
- リフト艦での裏切り行為が発覚。反乱首謀者であるグラン及びソン・ドッポの2名がチーム・ブルーの制裁を受ける。
- 昴治の提案でパーティーの開催が決定。戦闘勝利後の開催だったため、戦勝記念の様相が強いものとなった。しかし、突然入ったニュース速報により、リヴァイアスの乗員がテロリストとされたことが知れわたり騒然となり、パーティーも中断される。
- ブリッジでの緊急会議により、敵襲を口実に火星圏を離脱し、土星圏へ向かうことが決定される。
- ポイント制が導入される。また、監視員が一般の生徒たちの監視に当たることになる。
- 土星圏宙域においてヴァイア艦インプルスと戦闘。初のヴァイア艦同士の戦いのため、戦闘は長期戦になる。ブルーは自らリフト艦に乗り込み、リヴァイアスを見捨てて衛星ハイペリオンへの逃走を指示するが、ハイペリオンがインプルスの攻撃で破砕され、頓挫する。尾瀬イクミはブルーの発言を「何も聞かなかった」ことにして穏便に済ませることにし、リフト艦は戦闘を継続する。
- インプルス戦で辛くも勝利を収めるものの、シュタイン・ヘイガーがリフト艦での会話を入手し、母艦内で放送する。このことが引き金となり暴動が発生。ブルーは艦長の座を追われ逃走し、チーム・ブルーのメンバーは拘束される。監視員も襲撃され、ブルー政権は崩壊した。昴治、ファイナを含むブリッジのメンバーとヴァイタル・ガーダーのパイロットはチーム・ブルーに強要されていたと見なされ、制裁は免れている。

第2次ツヴァイ政権
- 民主的決議によりユイリィ・バハナが艦長に選出され、就任する。
- ポイント制の続行が決定。新たに監視員募集を募るも、前回の暴動の余波を受け、志願者は大幅に下回る。この頃から艦内の治安が悪化。暴力事件が頻発するようになる。特にポイントがらみの犯罪が急増する。ポイントを賭けてのギャンブルやポイント強奪事件、また一部では売春も行われていた。
- 土星〜天王星間宙域にてヴァイア艦ディカスティアと交戦。リヴァイアスは窮地に陥るも、祐希の機転で撃破に成功する。この戦闘で、リヴァイアスは戦闘における初の犠牲者を出す。
- 稚拙な戦闘指揮の責任を問われたユイリィは艦長職を降りるものの、周囲の説得によりブリッジには残留する。以後、艦長職が不在の状態となる。

尾瀬イクミ政権
- 暴力の横行と治安の悪化に業を煮やしたイクミがヴァイタル・ガーダーを占拠。祐希ら協力者とともにリヴァイアスを攻撃し、艦内の秩序回復を訴える。
- ヴァイア艦ヴァイスハルトと交戦し、これを撃破。この戦闘を機にリヴァイアスのイクミ体制が決定的となる。イクミを支持する有志達が治安部隊「ガーディアンズ」を結成。ミシェル・ケイがリーダーの座に就く。
- ファイナの提案により、リヴァイアスは天王星圏チタニアに針路を取る。
- ヘイガーが能力別の区画分けと居住区の移動を提案し、採用される。その提案を含め、イクミのやり方に反発を覚えていたユイリィはブリッジから離脱。ヘイガーは祐希の「障害を取り除く」ため、昴治、蓬仙あおい、ユイリィを最低のEランクに落とす。またパット・キャンベルのEランク行きに反発したラン・ラックモルデに殴打されると、彼女もEランクに落とす。
- Eランク区画はヘイガーの独断により閉鎖。これに不服を申し立てるために昴治が同区画から脱出、イクミらに直談判をする。しかし話は平行線をたどり、イクミは昴治から奪ったニードルガンを発砲し、昴治に重傷を負わせる。
- 天王星圏付近でヴァイア艦ゲシュペンストと交戦。激しい攻防が続き、イクミは乗員達をリヴァイアスからリフト艦に避難させる。しかしEランクの生徒をはじめ、逃げ遅れた乗員達が多数取り残される。
- チタニアを目前にしてヴァイタル・ガーダーが相打ちの形で大破、戦闘続行が不可能となり、リフト艦ではその対応について紛糾する。負傷した昴治が現れて投降を呼びかけ、それを拒否するイクミと対立するが、リヴァイアスに侵入したゲシュペンスト乗員がリヴァイアス乗員の救助に転じ、リフト艦にも現れたことにより、長きに渡る漂流は終焉を迎えた。

### 事件後の経過
事件後接収されたリヴァイアスは一度も再起動を果たせず、矩継真琴は再搭乗を促すべく元乗員達を訪問する。呼びかけに応じた約250名の生徒により、リヴァイアスは再起動する。艦長にはブリッジのクルーの満場一致でルクスン・北条が推され就任。副艦長にはユイリィ・バハナが任命される。目的地は相葉昴治の提案により天王星圏チタニアに決まり、2226年9月就航。

## 登場する主な設定・名称

### 環境関連
ゲドゥルト（ゲドゥルトの海）
ゲドゥルト・フェノメーンによって太陽から放出され、太陽系をほぼ覆いつくしてしまったコロナフレアの通称。その内部は高温・高圧そして宇宙線やプラズマが飛び交う上に、常に異常重力が発生している。そのため、深く航行すると通常の物体は浸食され、圧潰してしまうという死の世界。後述のように、深度が大きくなるほど凄まじい環境になっていく。太陽活動の影響により、その厚みは増減を繰り返している。その表面は、近くで見ると、艦を飲み込む程の巨大な大きさのうねりを持つが、宇宙規模で見た際にはほぼ平面に見えるために「ゲドゥルトの海」と呼ばれている。現段階で、ゲドゥルトを取り除く手段はなく、人類はゲドゥルトとの共生を余儀なくされている。
シアー
ゲドゥルトの海の深度の単位で、プラズマ強度や圧力によってシアー1からシアー7まで分けられており、深度が大きいほど凄まじい環境になっていく。元々はゲドゥルト内層部のエネルギー強度を表す単位だったが、一般に使われる深度と比例していたことから、そのままの単語で用いられるようになった。公式HPによると、シアー1では通常の艦船の航行や、衛星基地の建設が可能。シアー2では学術探査船の航行が可能。シアー3になると軍などの艦船なら航行可能。シアー4は軍や軌道保安庁の特殊可潜艦レベルでないと航行不可能。シアー5以上を航行出来る艦船は、ヴァイア艦を除けば、現時点では存在しない。

ゲドゥルト・フェノメーン
2137年、突如として太陽から発生したコロナフレアが、地球の公転軌道を沿って噴出し、太陽系全域を覆ってしまった現象。これにより、地球の南半球は壊滅、17億人もの人命が失われた。その後も南半球は、残留するコロナフレアにさらされ続けているため、人間が二度と近づくことが出来なくなった。この現象は太陽系全域にまで拡大しており、火星は半分を、木星と天王星は3分の1をゲドゥルトに覆われている。
数千年後に第2のゲドゥルト・フェノメーンの発生が予測されており、その「きたるべき時」に備えて進められているのがヴァイア計画である。この計画では、ヴァイア生物の重力制御能力を使った航宙艦により、人類を太陽系から脱出させることを目指している。
ニュートリノ・バースト
太陽の活動で、時折、突風のようにニュートリノが激しく吹き上げ、放出される現象。地球ではバーストにさらされる間、通常通信は使用不能になり、また外出していると人体に悪影響が出る危険があるため、人々は屋内へ退避する。発生間隔が少しずつながら確実に狭まってきているため、数千年後に第2のゲドゥルト・フェノメーンが発生すると予測されている。

### 機体・メカ関連
航宙可潜艦
ゲドゥルトの海の中を深く潜航できる大型宇宙艦艇。軌道保安庁が正式採用しているものはゲシュタル型可潜艇と言い、コンラッドが乗る「タンデル」もその一隻。後述のヴァイア艦を除けば、ゲシュタル型可潜艇などの最も潜行能力のあるタイプでもシアー4までが限界。
ヴァイア艦
ゲドゥルトの海に住む、イカのような姿をした謎の生物「ヴァイア」をベースに建造された航宙可潜艦で、重力制御能力を持つ。ベースとなるヴァイア集合体を捕獲するために、軌道保安庁を中心に数十万の人員が動員され、その約8割が犠牲となった。また、リヴァイアスは暴走事故を起こしてしまい、さらに犠牲者を増やしてしまう（コンラッドの娘アンジェは、暴走事故の犠牲者の一人）。
乗船した乗組員が次々とバックヤード（後述）の影響で精神に異常をきたしてしまう問題点に加え、本来は兵器として建造されたヴァイア艦ではないのだが、重力制御能力を兵器転用すれば既存の兵器より強力である点などが、ヴァイア計画の穏健派から危険視されている。
建造されたのは以下の6隻。詳しくはヴァイア艦の項を参照。
- 黒のリヴァイアス - 武装：ヴァイタル・ガーダー アインヴァルト
- 青のインプルス - 武装：ヴァイタル・ガーダー 回転衝角
- 真紅のディカスティア - 武装：ヴァイタル・ガーダー エイステラール
- 灰のゲシュペンスト - 武装：ヴァイタル・ガーダー ガイスト
- 深緑のヴァイスハイト（不明）
- 山吹のディプロマーター（不明）

ヴァイタル・ガーダー（V・G）
ヴァイア本体を利用したヴァイア艦の外部兵装。本体と繋がった多数の「パペットワイヤー」によって遠隔操作される。形状は各艦ごとに異なる。リヴァイアスのみ、リフト艦が存在し、そこから遠隔操作される。リフト艦と分離したリヴァイアス本体には、「ブラティカ」という名称がある。
スフィクス（S-fix）
ヴァイア艦やヴァイタル・ガーダーの制御中枢。各ヴァイア艦に1体ずつ存在しており、ヴァイタル・ガーダー同様、形状は各艦ごとに異なる。乗組員たち、特に艦長と精神的にリンクして艦を操る。だが、航行が長期間に渡ると「バックヤード」と呼ばれるスフィクスからのフィードバックを受けて精神に異常をきたし、最悪の場合、廃人となってしまう危険がある。
ヴァイア艦の乗船者は、誰もがこのバックヤードの影響を受ける。艦長などリーダーシップがある中心人物は、特に影響を受けやすいと推測される。リヴァイアスで起こった暴動、クルーたちの感情の発露、リーダーの情緒不安定なども、バックヤードによるものだったという一説がある。だがリヴァイアスは、特定の人物とリンクしなかったこと、多くの人間の複雑な感情がスフィクス・ネーヤの意志を育てたことにより、極端なバックヤードによる乗組員の精神崩壊を起こさない唯一のヴァイア艦となった。未来には、リヴァイアスの研究・開発が進み、他のヴァイア艦のバックヤードも改善されたようである。
黒田により命名され、sphereなどの単語を足した造語である。
ソリッド
作中では主に、ソリッド・プログラムのことを指して使われることが多い。様々な命令を入れた疑似立体ブロック「ソリッド」を、三次元的に組み合わせることで、コンピュータ・オペレーション・プログラムを構築する。汎用性が高く、ソリッドの形は球形に近いほど、完成度が高いとされる。
ニュートリノ・ピンガー
レーダーの効かないゲドゥルト内でも使用可能な、策敵手段（探知システム）として開発されたもの。ただし、ニュートリノは極めて補足しづらい素粒子であるため、どうしても装置は大きくなってしまう。そのため、ある程度の大きさを持つ艦でないと設置できない。また、索敵の精度も従来のレーダーより劣る。
リーベ・デルタ
航宙士養成所の宇宙ステーション。航宙士以外にフライトアテンダント科も存在する。ゲドゥルトに潜航してそこからエネルギーを供給する期間を「ダイブ」と呼んでおり、ダイブ中は一時的な帰宅も許されている。リヴァイアスが隠されていたことから、テロリストに襲われ、教官たちの何人かは暗殺され、残った教官たちも生徒たちを脱出させるための教習艦リベール発進のための船外作業で全員が殉職してしまう。リヴァイアス事件後、再建され、リヴァイアスは新生リーベ・デルタから出航した。
グイーン
小型の作業用ロボット。リヴァイアス内では「グイーンレース」という賭け事にも用いられた。
ニードルガン
正式名称は「低反動ニードルガン」。弾丸ではなく針状のニードル弾を発射する。リーベ・デルタに侵入したスパイが持ち込んだものは、スパイを取り押さえたブルーに奪われ、そのブルーから昴治の手に渡り、最終的にはイクミが手にする。コンラッドが自決する際にも用いられた。オープニング映像のワンカットにも登場し、権力の象徴の一つとして描かれている。

### その他の設定・名称
太陽系惑星間同盟
21世紀から始まっていた人類の太陽系進出がゲドゥルト・フェノメーンによってさらに加速され、2142年に地球が各惑星に対する統治権を放棄した後、2154年に結成された。すべての惑星が同盟に参加したわけではなく、水星と冥王星（本作放送当時は惑星に分類されていた）はゲドゥルトの海に呑み込まれて居住不能、金星も70%がゲドゥルトの中、土星圏と天王星圏は不参加、海王星圏は半独立状態である。
聖母アルネの教え
厳しい環境下に置かれている天王星圏に根付いた独自の宗教。禅や哲学に近いとされている。作中では“アイシャの祈り”と呼ばれる祈りの言葉や、聖母アルネを導いたとされる“軍神リードス”という言葉も登場している。
ポイント制
リヴァイアス艦内で導入された一種の電子マネー。割り当てられた仕事をこなすことでカードに入金され、そのカードを用いて配給を受ける。幹部メンバーはポイントフリーで無制限にポイントを使えるという不公正な一面があり、またカードからカードへ直接ポイントを移すこともできるため、ギャンブルに興じる者や他人のポイントを強奪する者が現れたりと多くの問題を生んだ。
ガーディアンズ
イクミ独裁政権下で結成された治安部隊。尾瀬イクミに賛同したミシェル・ケイらが中心となりメンバーの中には彼女の取り巻きと思われるオタク青年達もいた。なお、イクミが直接指揮した部隊は腕の立つイケメンの集まりだった。

## スタッフ
- 企画 - サンライズ
- 原案 - 矢立肇
- 監督 - 谷口悟朗
- シリーズ構成 - 黒田洋介
- キャラクターデザイン - 平井久司
- メカニックデザイン - 山根公利
- スペシャルコンセプター - 野崎透
- サブメカニックデザイン - 那倉正幸、斎藤久
- デザイン協力 - 鈴木竜也、出渕裕
- 美術監督 - 池田繁美
- 色彩設計 - 歌川律子、佐々木順子
- 撮影監督 - 白井久男
- 編集 - 森田編集室
- 音響監督 - 浦上靖夫
- 音楽 - 服部克久、M. I. D.
- 音楽プロデューサー - 桜井裕子
- 企画プロデューサー - 小林真一郎、杉田敦
- プロデューサー - 東不可止、高城一典、古澤文邦
- 協力 - バンダイビジュアル
- 製作 - テレビ東京、読売広告社、サンライズ

## 各話リスト
タイトルバックと共に「リヴァイアス」をもじった英語やドイツ語が表記されていた。この文字は本編の内容とも関わっており、数回に一度変更されている。ここでは、「EDコメント」として記載する。
| 話数   | サブタイトル         | 脚本       | 画コンテ          | 演出              | 作画監督                                             | EDタイトルバック                            | EDコメント       | 放送日         |
| ------ | -------------------- | ---------- | ----------------- | ----------------- | ---------------------------------------------------- | ------------------------------------------- | ---------------- | -------------- |
| Sere1  | きたるべきとき       | 黒田洋介   | 谷口悟朗          | 谷口悟朗          | 平井久司（総作監） 斉藤久（キャラ） 鈴木竜也（メカ） | 相葉昴治                                    | Reveal us        | 1999年 10月6日 |
| Sere2  | よけいなこと         | 黒田洋介   | 西山明樹彦        | 西山明樹彦        | 門智昭（キャラ） 吉田徹（メカ）                      | 尾瀬イクミ                                  | Reveal us        | 10月13日       |
| Sere3  | うなばらをこえて     | 黒田洋介   | 吉本毅            | 吉本毅            | ウエダヨウイチ                                       | ユイリィ・バハナ                            | Revise us        | 10月20日       |
| Sere4  | リヴァイアスのわ     | 黒田洋介   | 大橋誉志光        | 大橋誉志光        | 西田亜沙子                                           | ルクスン北条                                | Revise us        | 10月27日       |
| Sere5  | ちいさなまとまり     | 黒田洋介   | 西山明樹彦        | 西山明樹彦        | 斉藤久（キャラ） 鈴木竜也（メカ）                    | 相葉祐希                                    | Revise us        | 11月3日        |
| Sere6  | ぼくのせつな         | 黒田洋介   | 吉本毅            | 吉本毅            | 門智昭（キャラ） 吉田徹（メカ）                      | 蓬仙あおい                                  | Revise us        | 11月10日       |
| Sere7  | かわりゆくとき       | 黒田洋介   | 北村真咲          | 北村真咲          | 寺岡巌                                               | エアーズ・ブルー                            | Review the Earth | 11月17日       |
| Sere8  | なにもしらなかった   | 黒田洋介   | やまざきかずお    | 西山明樹彦        | ウエダヨウイチ                                       | ファイナ・S・篠崎                           | Review the Earth | 11月24日       |
| Sere9  | ヴァイタル・ガーダー | 竹田裕一郎 | 山中英治          | 吉本毅            | 斉藤久（キャラ） 鈴木竜也（メカ）                    | シュタイン・ヘイガー カラボナ・ギニー       | Review the Earth | 12月1日        |
| Sere10 | しんじられなくても   | 竹田裕一郎 | やまざきかずお    | 北村真咲          | 寺岡巌                                               | グラン・マクダニエル ソン・ドッポ           | Review the Earth | 12月8日        |
| Sere11 | まつりのあと         | 黒田洋介   | 大橋誉志光        | 大橋誉志光        | 西田亜沙子                                           | フー・ナムチャイ リュー・ギイル             | Review the Earth | 12月15日       |
| Sere12 | みらいのありか       | 黒田洋介   | 谷口悟朗          | 西山明樹彦        | 門智昭                                               | ラーフラ                                    | Review the Earth | 12月22日       |
| Sere13 | ふれあうことしか     | 黒田洋介   | 池田成            | 北村真咲          | 寺岡巌                                               | クリフ・ケイ チャーリー                     | Reverie of us    | 12月29日       |
| Sere14 | いしきしすぎ         | 黒田洋介   | やまざきかずお    | 西山明樹彦        | ウエダヨウイチ                                       | カレン・ルシオラ エリナ・リグビー           | Reverie of us    | 2000年 1月5日  |
| Sere15 | ながされるまま       | 黒田洋介   | 山中英治          | 吉本毅            | 斉藤久（キャラ） 鈴木竜也（メカ）                    | ミシェル・ケイ ブライアン・ブラブ・ジュニア | Reverie of us    | 1月12日        |
| Sere16 | ゆがむせかい         | 黒田洋介   | 杉島邦久          | 杉島邦久          | 寺岡巌                                               | クライス・モラーテ アインス・クロフォード   | Reverie of us    | 1月19日        |
| Sere17 | じゆうなちつじょ     | 黒田洋介   | やまざきかずお    | 西山明樹彦        | 門智昭（キャラ） 吉田徹（メカ）                      | チック・グラート ケヴィン・グリーン         | Reverie of us    | 1月26日        |
| Sere18 | わかりあえない       | 黒田洋介   | 池田成            | 北川正人          | 杉光登                                               | 和泉こずえ                                  | Reverie of us    | 2月2日         |
| Sere19 | えがおできみと       | 黒田洋介   | 吉本毅            | 吉本毅            | 寺岡巌                                               | 市川レイコ                                  | Reave of us      | 2月9日         |
| Sere20 | ゆずれないもの       | 黒田洋介   | 大橋誉志光        | 大橋誉志光        | ウエダヨウイチ                                       | ニックス・チャイプラパッド 雅明広           | Ravenous         | 2月16日        |
| Sere21 | あしたなんかいらない | 黒田洋介   | 杉島邦久          | 杉島邦久          | 西田亜沙子                                           | キブレ＝キッキ ラダン                       | Ravenous         | 2月23日        |
| Sere22 | いきのこるために     | 黒田洋介   | 吉本毅            | 吉本毅            | 寺岡巌                                               | ラン・ラックモルデ パット・キャンベル       | Rave at us       | 3月1日         |
| Sere23 | ちぎれたかこ         | 黒田洋介   | 池田成            | 北川正人          | 杉光登                                               | 尾瀬イクミ                                  | Revolt us        | 3月8日         |
| Sere24 | あいばこうじ         | 黒田洋介   | やまざきかずお    | 大橋誉志光        | 斉藤久（キャラ） 鈴木竜也（メカ）                    | 蓬仙あおい                                  | Revolt us        | 3月15日        |
| Sere25 | おれであるために     | 黒田洋介   | 吉本毅            | 吉本毅            | 寺岡巌                                               | 相葉昴治                                    | Revert to us     | 3月22日        |
| Sere26 | あした               | 黒田洋介   | 北村真咲 谷口悟朗 | 北村真咲 谷口悟朗 | ウエダヨウイチ                                       | ネーヤ                                      | Reawake us       | 3月29日        |

## ディスコグラフィー

### オープニング / エンディング
dis-/夢を過ぎても（1999年10月21日）
本項参照
dis- (ENGLISH Version)（2000年3月23日）
本項参照
Smile again（2000年12月16日）
ファンディスクエンディングテーマ、歌 - 2226（桑島法子、白鳥哲、氷上恭子、檜山修之、保志総一朗、関智一、愛河里花子、島田敏）
1. Smile again （作詞 - 北川恵子 / 作曲・編曲 - 服部克久）
2. Smile again (Instrumental Version)〜時を超えて （作曲・編曲 - 服部克久 / イメージポエム - 北川恵子）
3. Smile again（オリジナルカラオケ）
dis-2006
DVDリニューアルボックス版オープニングテーマ、歌 - 有坂美香
有坂美香のベストアルバムTV SONG BOOK 1999 - 2006（2006年10月25日）に収録。

### サウンドトラック・アルバム
オリジナルサウンドトラック1（1999年12月16日）
- 作曲・編曲 - 服部克久、M.I.D./ 歌 - 有坂美香

オリジナルサウンドトラック2（2000年3月1日）
- 作曲・編曲 - 服部克久、M.I.D./ 歌 - 有坂美香

オリジナルサウンドトラック3（2000年3月23日）
- 作曲・編曲 - U.M.E.D.Y.、DJ ETSU、M Rie、Como-Lee、HIEDA、Noriko、DJ MASA、DJ YUTAKA、IWAMI / 歌 - OKAY JAZZ、有坂美香、Noriko、DJ MASA、KAORI、Afrika Bambaataa、Smooth Bee and his family、DJ ETSU

RYVIUS / M.I.D (12インチアナログ盤) （2000年3月15日）
- 作曲・編曲 - M Rie、M.I.D.、DJ MASA / 歌 - MICA ARISAKA、DJ MASA

キャラクターソングコレクション「あしたから」（2000年5月3日）
1. Sacred Sacrifice - 作詞：北川恵子、作・編曲：吉良知彦、歌：保志総一朗（相葉祐希）
2. がんばれ - 作詞・作曲：高川善和、編曲：馬場孝幸、歌：白鳥哲（相葉昴治）・関智一（尾瀬イクミ）
3. ホントの笑顔で - 作詞：弥勒、作曲、菅井えり、編曲：矢田部正、コーラス・アレンジ：菅井えり、歌：桑島法子（蓬仙あおい）
4. 自分の自由は自分で決めろ - 作詞：中野航空、作・編曲：M.I.D.、歌：檜山修之（エアーズ・ブルー）、千葉一伸（シュタイン・ヘイガー）、堀江由衣（ミシェル・ケイ）、長澤直美（クリフ・ケイ）、江川央生（フー・ナムチャイ）
5. masquerade - 作詞：北川恵子、作・編曲：かしぶち哲郎、歌：氷上恭子（ユイリィ・バハナ）
6. 独り立つ、私 - 作詞：北川恵子、作・編曲：服部克久、歌：丹下桜（和泉こずえ）

無限のリヴァイアス SONG COLLECTION（2006年10月25日）

## DVD
バンダイビジュアルより2000年に本編DVDとファンディスクが発売されている。また2006年10月にDVD-BOX版も発売された。

### 本編
2000年3月から12月発売で全9巻。
- vol.1 - sere1・sere2収録 - 2000年3月25日発売
- vol.2 - sere3-sere5収録 - 2000年5月25日発売
- vol.3 - sere6-sere8収録 - 2000年6月25日発売
- vol.4 - sere9-sere11収録 - 2000年7月25日発売
- vol.5 - sere12-sere14収録 - 2000年8月25日発売
- vol.6 - sere15-sere17収録 - 2000年9月25日発売
- vol.7 - sere18-sere20収録 - 2000年10月25日発売
- vol.8 - sere21-sere23収録 - 2000年11月25日発売
- vol.9 - sere24-sere26収録 - 2000年12月21日発売
- BOX - 全話収録 - 2006年10月27日発売

### ファンディスク
『無限のリヴァイアス Light』。2000年12月21日発売で全3巻。各巻にノンテロップOP&ED集・CM集や、テレビ東京版の公式サイトで2000年に配信されたコンテンツジャパンの製作の番外編アニメ『無限のリヴァイアス イリュージョン』（全6話）、バンダイビジュアルが提供していたテレフォンサービスで行なわれていた番宣ドラマ『BEAT インフォメーションダイアル』（全9話）なども収録。
| 巻数  | VJ MIX / 音声ドラマ                  | 声優座談会                                                               | 新作アニメーション           | 無限のリヴァイアス イリュージョン                         | インフォメーションダイアル                                                   |
| ----- | ------------------------------------ | ------------------------------------------------------------------------ | ---------------------------- | --------------------------------------------------------- | ---------------------------------------------------------------------------- |
| 第1巻 | VJ MIX #1-easy living                | 昴治チーム編 白鳥哲・保志総一朗・関智一 桑島法子・愛河里花子・佐久間レイ | sere10.889 ぬぐえないかこ    | sere1 おひさしぶりね sere2 ちゃんとしましょう             | sere0.241 たのまれたもの sere0.242 どちらもほしい sere0.243 かずのかぎり     |
| 第2巻 | VJ MIX #2-悲しき漂流                 | チームブルー編 檜山修之・江川央生・永澤菜教 堀江由衣・桜井敏治           | sere0.124 いつか、いっしょに | sere3 いいかげんにしなさい sere4 もうかりまっか？         | sere0.244 もめごとのたね sere0.245 むりなたのみ sere0.246 うそのいいわけ     |
| 第3巻 | 音声ドラマ sere27.002-ちいさなごかい | ツヴァイ編 氷上恭子・島田敏・千葉一伸 豊口めぐみ・南央美                 | sere25.793 あのときのきみ    | sere5 ひやしちゅうか、はじめました sere6 もう、やりません | sere0.247 こうかんじょうけん sere0.248 ゆうきとブルー sere0.249 あとのまつり |

### サウンドリニューアルBOX
2006年10月27日発売で、1年間の期間限定生産。オリジナル音源のほかにドルビーデジタル5.1chにサウンドリニューアルされた音声が同時収録されている。オリジナルでは音のない場所でBGMが流れる、チャプターの順番が違う、新挿入歌など、変更が多い。同梱されているブックレットには、「違いを楽しみ、また従来のDVDを持っている人も是非とっておいて欲しい」とのメッセージが載っている。

## メディアミックス

### 小説
電撃文庫より、アニメ本編の7話から8話あたりまでを描いた第1巻が発売されている（作：黒田洋介）。2巻以降は発売されていない。
アニメ本編以上に各キャラクターの行動が細かく描写されており、小説ならではのシーンも多数存在する。

### 漫画版
栗橋伸祐による作画で月刊コミック電撃大王にて連載。単行本は電撃コミックより全2巻。読者がアニメ本編を見ていることを前提に、群像劇である本編を「あおいの視点のみ」から描いた作品である。そのため、あおいに関してはアニメよりも詳細に描かれているが、直接関わっていない部分は伝聞としてしか描かれない。

### ドラマCD
ビクターエンタテインメントより発売。全3巻。
第1巻 Sound Edition 1 Sere6.350「にちじょうのびねつ」
テレビ本編の6話から7話に起こったエピソードを収録。
第2巻 Sound Edition 2 リヴァイアスのかけら
テレビ本編6話から14話に起こったエピソードの短編集と、リヴァイアス起動前のツヴァイのエピソードの前編が収録。
第3巻 Sound Edition 3 あしたのまえに
テレビ本編25話から26話に起こったエピソードとツヴァイエピソードの後編、そしてボーナストラックとして一編を収録。

### 関連書籍
ロマンアルバム 無限のリヴァイアス（徳間書店）
2000年3月末発売。
NEWTYPE 100% COLLECTION 39 無限のリヴァイアス えがかれたあした（角川書店）
2000年7月発売。
Gakken Mook SPECIAL 無限のリヴァイアス 〜ルクスンのリヴァイアス航宙日誌〜（学研）
2000年7月発売。
SUNRISE ART WORKS 無限のリヴァイアス（サンライズ）
2000年11月発売。サンライズによる設定資料集
NEWTYPE FILM BOOK 無限のリヴァイアス（上下巻、角川書店）
上巻は2000年3月発売。sere1からsere12までのストーリー、詳細設定を収録。
下巻は2000年6月発売。sere13からsere26までのストーリー、詳細設定、製作秘話を収録。

### ゲーム
スーパーロボット大戦X-Ω
2015年10月5日よりサービス開始のスマートホン・タブレット用アプリゲーム。2017年4月に第2期参戦作品の一つとして『無限のリヴァイアス』が追加された。